# Transports en commun de Pau
Les transports en commun de Pau sont un réseau de transport en commun desservant Pau et son agglomération exploités commercialement sous le nom Idelis.

## Historique

### Du tramway à la STAP

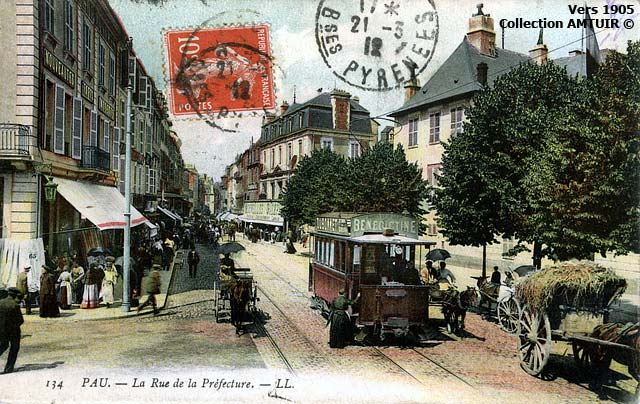
Ancien tramway de Pau

Dès 1863, par l'arrivée des Chemins de Fer du Midi, les Palois étaient reliés aux autres villes, et en 1894, une pétition réclamant des transports collectifs urbains fut déposée à la mairie de Pau.
Ainsi naquit la SBTU (Société Béarnaise des Transports Urbains) et le 5 juin 1897 quatre lignes furent inaugurées, et très vite on décida de remplacer les tramways hippomobiles (tirés par des chevaux) par des tramways électriques qui commencèrent à circuler dès 1900.
Ce nouveau mode connut un succès immédiat, mais la guerre et les difficultés économiques contraignirent les autorités à trouver une solution pour maintenir un service public de qualité.
Les derniers tramways palois arrêtèrent de circuler le 30 avril 1931, aussitôt remplacés par un service d'autobus confié à une nouvelle société la SBTA (Société Béarnaise de Transports Automobiles).
Cette société exploita et développa le réseau, mais les communes limitrophes de Billère, Lons, Lescar et Mazères-Lezons étaient desservies par des transporteurs privés. À l'échéance du contrat, les élus décidèrent le 1er janvier 1980 de la création du Syndicat intercommunal des transports en commun, qui confia la gestion du nouveau réseau à une nouvelle société créée le 1er mai 1980 : la STAP. Le réseau se composait alors de cinq lignes.

### Années 1980 et 1990

Livrée de 1980 à 2000

Ouverture des lignes 6 à 9.

### Les années 2000

Livrée de 2000 à 2007

En 2000, Louis Lucchini arrive à la tête de la société à la suite du décès du président. Depuis son arrivée, d'importantes modifications ont été entreprises. L'ancienne livrée, blanche à bandes vertes et jaunes, laisse place à une livrée blanche, bleue et verte. Le logo évolue lui aussi et le slogan devient « Jusqu'où irons-nous en bus ? ».
Le 27 août 2001 a été créé le service Dimanches et jours fériés avec neuf lignes de A à I. À la suite de l'entrée des communes de Gan et de Idron-Ousse-Sendets le réseau s'est agrandi avec la création des lignes 10, 11 et 12.
Le 26 août 2002, c'est au tour du service Noctambus, des lignes Studibus (la navette qui relie la gare SNCF au campus en passant par les résidences étudiantes), Ovaligne (de Lescar collège au stade du Hameau et mise en place avec la collaboration de la Section paloise) et de la création de la navette du centre-ville La Citadine, de voir le jour.
La commune d'Idron-Ousse-Sendets est séparée en trois communes qui sont Idron, Ousse et Sendets tandis que les communes d'Artigueloutan et Lée (ce qui fait quatorze communes desservies) font désormais partie de la communauté d'agglomération de Pau-Pyrénées.
Le 1er septembre 2003 la ligne 12 est prolongée jusqu'à la salle des fêtes d'Artigueloutan. Ouverture la même année du site internet et du service Textobus, qui consiste à prévenir par SMS toute perturbation du réseau quelle que soit sa nature.
À partir d'août 2004 la Stap se prépare à d'importants changements notamment avec les travaux en centre-ville, le déménagement du pôle d'échange historique Clemenceau vers le pôle provisoire Foch.
En août 2005, les lignes C à I sont supprimées en raison d'une fréquentation insuffisante.
Le 28 août 2006, le pôle d'échange des bus est transféré du Pôle Clemenceau au Pôle Bosquet après les travaux qui ont duré environ 18 mois.
En 2007, la ligne « La Citadine » devient la ligne 13.
En novembre 2007, la livrée blanche, bleue et verte laisse place à la livrée blanche et verte actuelle et les poteaux d'arrêts sont renouvelés.
Le 19 décembre 2007, l'Agence quitte le Palais des Pyrénées pour s'installer au Pôle Bosquet (place d'Espagne) face aux quais A et B.
En novembre 2008, c'est au tour des abribus d'êtres renouvelés. La même année, le slogan devient « Le réseau de bus de la Communauté d'agglomération Pau-Pyrénées ». Création en décembre 2008 de la navette gratuite du centre-ville La Coxity.

### Depuis 2010

Livrée de 2007 à 2019

Le 3 juillet 2010, le transport collectif est assuré par la Stap pour le compte du Syndicat mixte des transports urbains Pau Porte des Pyrénées (SMTUPPP) . Le réseau de bus est restructuré et prend le nom « Idelis » avec des itinéraires plus adaptées et un réseau diamétralisé évitant le plus possible les terminus en centre-ville, ainsi qu'une meilleure desserte en soirée avec des horaires étendus. L'un des objectifs de ce réseau est l’accessibilité aux personnes à mobilité réduite, la quasi-totalité des bus sont accessibles. Le service Textobus devient Inimo.
Le 3 janvier 2011, le réseau Idelis est modifié afin d'adapter et d'améliorer la desserte : Les lignes P7 et P8 permutent leur terminus, la ligne P7 fait terminus à Lescar Soleil tandis que la ligne P8 fait terminus à Lescar Coopégaz avec création des arrêts Route d'Idron et Jacquard sur la ligne P8 et enfin, la ligne P23 est prolongée à la gare SNCF en desservant les arrêts Lacoste et Gare SNCF.
Mise en place le même jour de services express en semaine sur les lignes P8 et P11 : Sur la ligne P8, ces services circulaient entre Lescar et Pôle Bosquet en ne desservant que 9 arrêts pour un temps de trajet de 25 minutes. Sur la ligne P11 ces services circulent entre les deux terminus classiques (voir tableau lignes). Les horaires des lignes T1, P12, C13 sont renforcés, tandis que la ligne T2 recule son arrêt de montée au quai B au Pôle Bosquet.
Il est aussi à noter que certains arrêts voient leurs noms modifiés :
- Montpensier devient Palais de Justice ;
- Daudet (ligne P4) devient Blaise ;
- Bon air (ligne P4) devient Tourasse ;
- Blaise (ligne P4) devient Marguerites ;
- Jacquard (ligne P8) devient Lamarque ;
- Rittaud (ligne P6) devient Bezet ;
- Les Halles Nogué devient Les Halles Planté (désormais situé sur Carnot) ;
- Bouillet (Flexilis Zone Sud, Route d'Oloron) devient Chemin Renoir.

Le réseau subit d'autres adaptations le 2 juillet 2011 : La ligne P7 voit son itinéraire modifié pour être plus directe à Lons entre les arrêts Dassault et Montgolfier avec la création de l'arrêt Lavoisier sur l'avenue des Frères Montgolfier, tandis que l'arrêt Michelet à Pau est supprimé et l'itinéraire est modifié par Allée du Grand Tour et avenue Bayard avec la création de l'arrêt Cimetière, les lignes P8 et C14 inversent leurs trajets à Bizanos et cette dernière voit son itinéraire élargi à Gelos avec la création de l'arrêt Narbout et le déplacement l'arrêt Peyrou sur la Vallée Heureuse, création d'un dernier départ de l'Aéroport Pau-Pyrénées à 20 h 25 sur la ligne P20 et création de l'arrêt La Lande entre les arrêts Nobel et Pissard Santarelli sur la ligne P22, modification de l'itinéraire de la ligne Coxitis avec la suppression des arrêts Palais des Pyrénées et Clemenceau, et la création des arrêts Pont Oscar, Palais Beaumont et Lycée Louis Barthou et enfin, les lignes Flexilis F1 et F2 sont remplacées par la zone nord du service du même nom.
Le 2 juillet 2012, les services express de la ligne P8 et P11 sont supprimés en raison des embouteillages qui provoquaient un temps de parcours rallongé comparé à la ligne P8 et P11 classique.
Le 2 septembre 2013, la ligne P22 est prolongée de Morlaas Baratnau à "Morlaas Communauté de communes.
Le 10 juillet 2017, la ligne P21 est supprimée et est fusionnée avec la ligne P6.
Le 8 juillet 2019, le réseau est restructuré. Il est composé de 23 lignes, la ligne à haut niveau de service, la ligne F desservie par Fébus. 4 lignes à hautes fréquences les lignes T1 à T4. 12 lignes de proximité les lignes 5 à 16. Et enfin une ligne intra-urbaine la Coxitis ainsi que 4 lignes de A à E composant avec la ligne F le réseau de soirée.
Le 10 février 2020, la ligne B est prolongée jusqu'à l’arrêt "Stades du Hameau".
Le 1er mars 2021, un test pendant 6 mois est mis en place consistant à prolonger la ligne 10 jusqu'à Sauvagnon.
Le 1er septembre 2021, Idelis décide de pérenniser le prolongement de la ligne 10 jusqu'à Sauvagnon. Néanmoins 4 rotations par jour sont supprimées au départ et à l'arrivée de Sauvagnon. Dans ce cas les bus ont pour terminus l'aéroport d'Uzein.
Le 10 juillet 2023, quelques lignes du réseau sont reconfigurées. Les lignes T1, T3, 5 & 11 empruntent à nouveau le pont du XIV juillet dans les 2 sens, sans toutefois desservir la gare. La ligne 10 ne dessert plus l'aéroport empruntant un nouvel itinéraire par Serres-Castet. La liaison entre le centre-ville de Pau et l'aéroport est assurée par la nouvelle ligne 17. La ligne 15, elle, est supprimée.
Les lignes de soirée sont également supprimées au profit d'un nouveau service de transport à la demande en soirée.
Les noms des lignes A, B, C & D sont repris pour nommer les lignes fonctionnant les dimanches et les jours fériés
.
En 2024 la fréquentation atteint les 10 millions de validations.

### Travaux et améliorations pour le nouveau réseau
Fin juin 2010 la ville de Pau et l'agglomération ont décidé d'améliorer l'offre des transports et de faire de aménagements dissuadant l'utilisation des automobiles particulières.
À cette fin, des modifications ont été entreprises : voies réservées, suppressions de stationnement dans certaines rues, nouveaux circuits de dessertes, allègement du nombre de points d'arrêt (avec la distance entre deux arrêts passant à 450 mètres en moyenne).
La ville de Pau a procédé à des aménagements sur 6 secteurs précis et identifiés comme prioritaires : rue de Liège ,avenue Général de Gaulle, Halles de Pau, avenue Honoré Baradat, avenue Jean Mermoz et rue d'Orléans.

### Anciens réseaux

Évolution du réseau IDELIS entre 2008 & 2025

Réseau STAP en 2008 & 2009
Réseau IDELIS en 2010
Réseau IDELIS en 2011
Réseau IDELIS en 2012
Réseau IDELIS en 2013 & 2014
Réseau IDELIS en 2015
Réseau IDELIS en 2016
Réseau IDELIS en 2017
Réseau IDELIS en 2018
Réseau IDELIS en 2019 & 2020
Réseau IDELIS en 2021
Réseau IDELIS en 2022
Réseau IDELIS en 2023
Réseau IDELIS en 2024
Réseau IDELIS depuis janvier 2025

### Identité visuelle

Logo de 1980 à 2000.
Logo de 2000 à 2010.
Logo de 2010 à 2019.
Logo depuis 2019

## Projets

### Chronobus

Les lignes Chronobus en projet

Des études ont été menées afin de mettre en place 4 lignes complémentaires à la ligne F.
Ces lignes ont vocation à être plus performantes que les lignes classiques et seraient exploitées sous la marque Chronobus.
Pour répondre à l'objectif de performance accrue souhaité avec ces lignes elles devraient combiner une haute fréquence et la priorité dans les ronds-points.
- Une première ligne partirait de Serres-Castet au nord de Pau pour rejoindre le centre-ville via la route de Bordeaux et l’avenue Jean Mermoz.
- Une deuxième ligne emprunterait un trajet Est-Ouest via la route de Bayonne depuis le centre commercial Quartier Libre à Lescar jusqu’à Pau.
- Un troisième ligne emprunterait la route de Morlaàs depuis le rond-point de Total, via Auchan et l’avenue du Général de Gaulle.
- Enfin une quatrième ligne emprunterait le boulevard Tourasse, du rond-point de la chambre d’agriculture jusqu’à l’entrée de l’avenue Nobel.

Sur ces 4 lignes celle de la route de Bayonne et celle de la route de Morlaàs seront réalisées en priorité.
Les lignes de la route de Bordeaux et du Boulevard Tourasse devraient elles être réalisées après 2026.
Dans le cadre d’un appel à projets pour les transports collectifs en site propre ce projet a obtenu une subvention de 11,37 millions d’euros de la part de l’État.

### Quatrième parking-relais
Le syndicat mixte des transports urbains Pau Béarn Pyrénées Mobilités a pour projet de créer un quatrième parking-relais sur la commune de Billère au niveau de l’ancienne menuiserie Vial route de Bayonne.
Seulement au vu de la faible fréquentation des 3 parkings-relais existant ce projet n'est pas en tête des priorités à court terme.

## Le réseau

### Présentation

Logo du SMTU

Bus avec la livrée IDELIS

Mis en place le 8 juillet 2019 en remplacement de l'ancien réseau STAP datant de 2010, le réseau Idelis dessert les 14 communes de l'ancienne communauté d'agglomération de Pau-Pyrénées ainsi que les communes d'Aressy, Montardon, Morlaàs, Navailles-Angos, Poey-de-Lescar, Sauvagnon, Serres-Castet, Serres-Morlaàs et Uzein. Le réseau est exploité par la STAP, une société d'économie mixte qui exploite le réseau palois depuis les années 1980.
Le réseau Idelis propose une offre hiérarchisée comme à Bordeaux ou à Dijon. On retrouve une ligne à haut niveau de service « Fébus » (F) fonctionnant tous les jours y compris les jours fériés et le soir jusqu'à minuit. Il y a également quatre lignes « Temporis » (T1 à T4), lignes majeures du réseau circulant tous les jours, douze lignes de proximité (5 à 16), assurant une desserte fine de l'agglomération du lundi au samedi, 5 lignes (A à E) formants avec Fébus le réseau de  « Soirée », une navette desservant le centre-ville de Pau, la « Coxitis », le service de transport à la demande « Flexilis » et enfin un réseau scolaire « Scolaris », entièrement sous-traité, et composé d'une cinquantaine de lignes.
Depuis le 13 septembre 2010, le réseau est complété par le service de vélos en libre-service « IDEcycle » et fut, entre le 25 juin 2010 et le 31 octobre 2014, complété par le service d'autopartage « IDElib' ».
La ville de Pau exploite quant à elle le funiculaire, rénové durant l'été 2010.

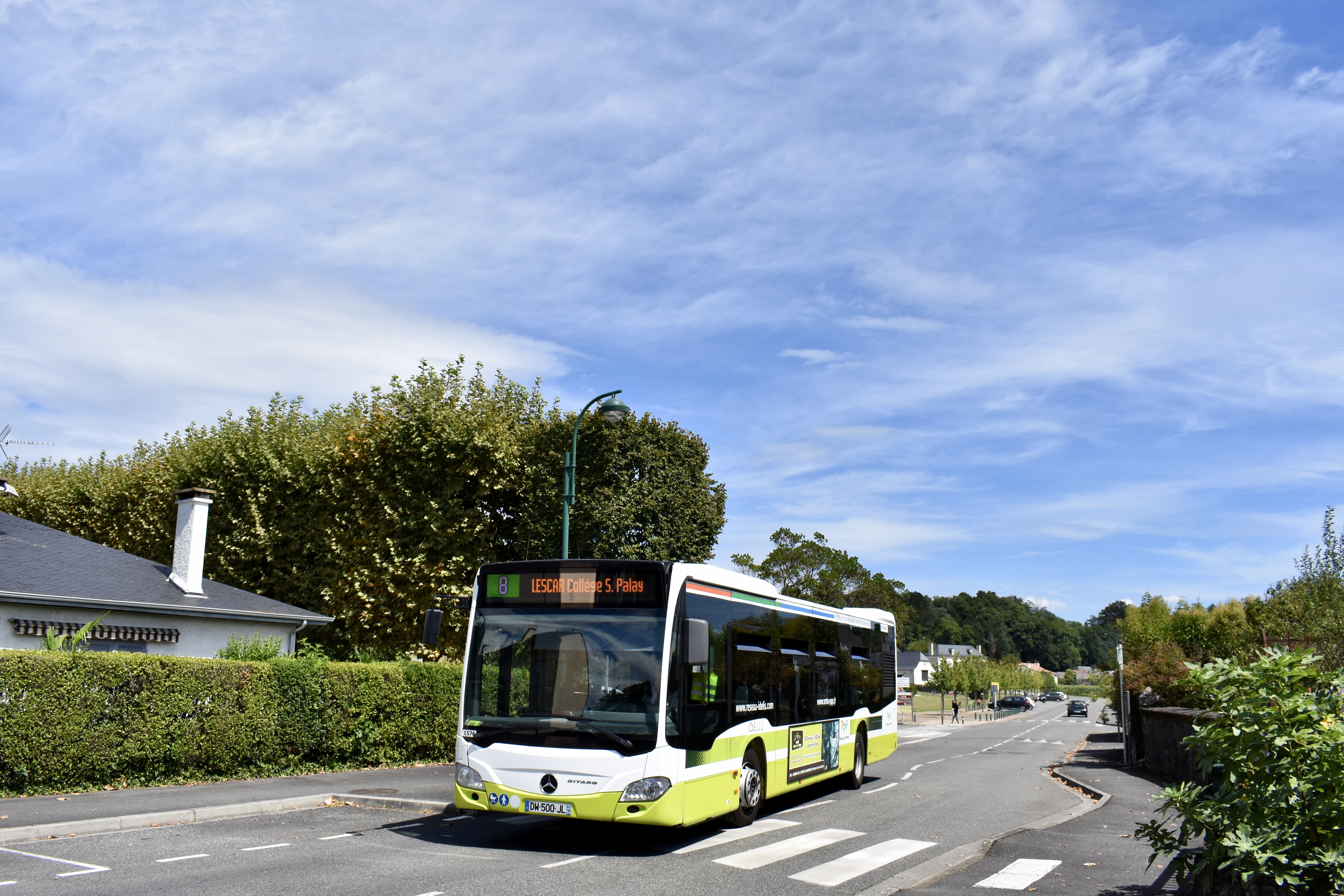
Idelis Réseau de bus
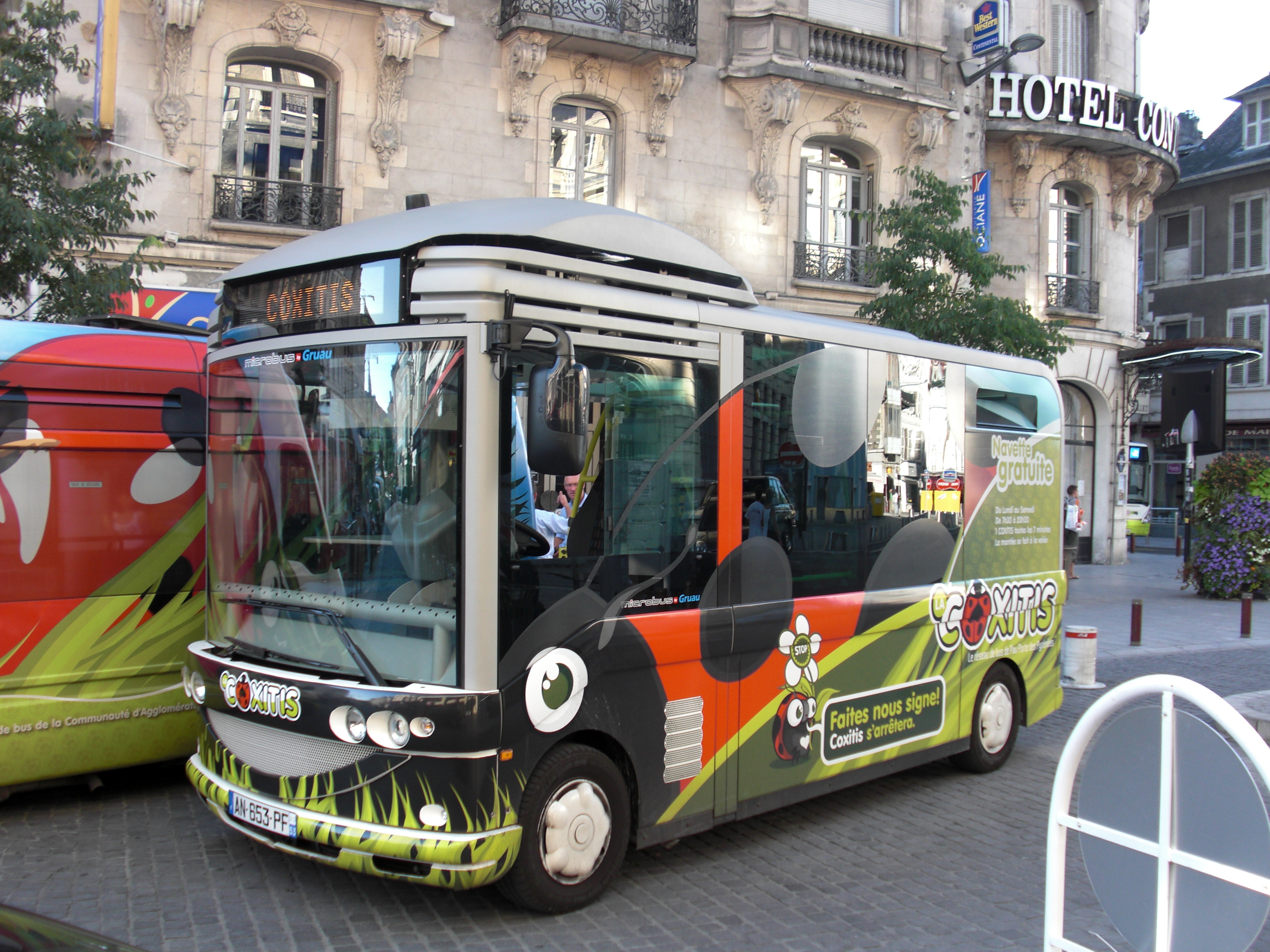
Coxitis Navette du centre ville
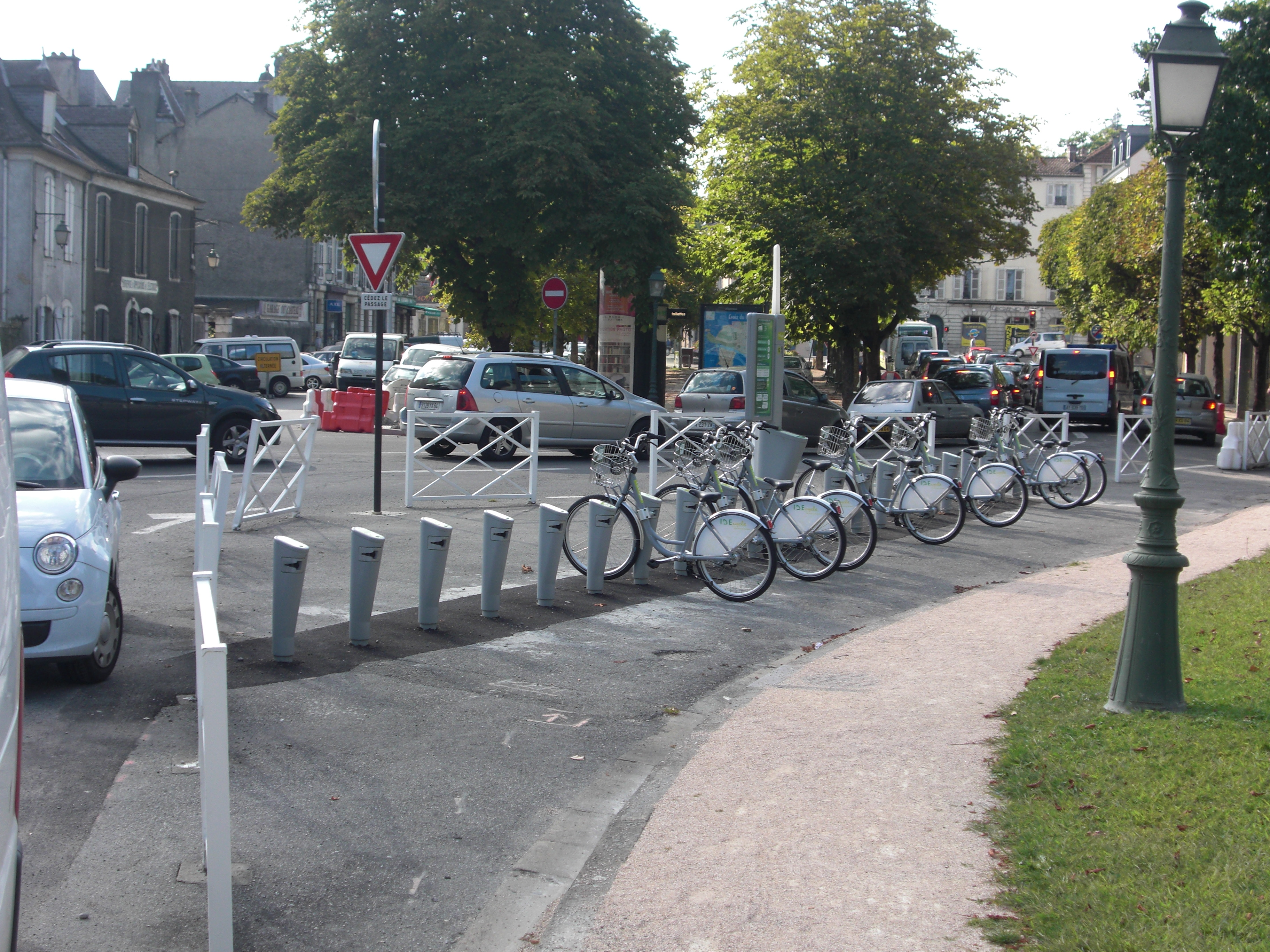
IDEcycle Service vélopartage
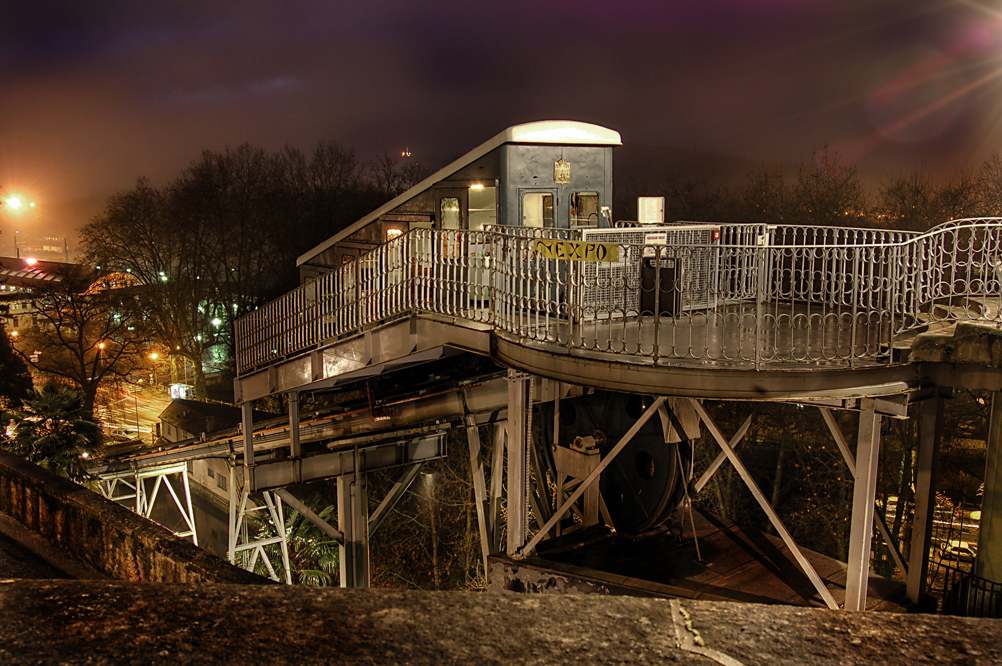
Funiculaire Liaison gare - ville haute

### Lignes régulières

#### Ligne à haut niveau de service
La Ligne F est une ligne de bus à haut niveau de service. Elle a ouvert au public le 8 juillet 2019 et a été inaugurée le 14 janvier 2020 par le maire de Pau François Bayrou et le président de la République Emmanuel Macron. Cette ligne est desservie par 8 « tram-bus » Van Hool ExquiCity.
| Ligne                                                     | Caractéristiques | Caractéristiques                                      | Caractéristiques                                      | Caractéristiques                                      | Caractéristiques                                      | Caractéristiques                                      | Caractéristiques                                      | Caractéristiques                                      | Caractéristiques                                      |
| Ligne Fébus · Accessible aux personnes à mobilité réduite | Fébus | Fébus                                                 | Fébus                                                 | Fébus                                                 | Fébus                                                 | Fébus                                                 | Fébus                                                 | Fébus                                                 | Fébus                                                 |
| Ligne Fébus · Accessible aux personnes à mobilité réduite | Pau — Hôpital François Mitterrand ⥋ Pau — Gare de Pau | Pau — Hôpital François Mitterrand ⥋ Pau — Gare de Pau | Pau — Hôpital François Mitterrand ⥋ Pau — Gare de Pau | Pau — Hôpital François Mitterrand ⥋ Pau — Gare de Pau | Pau — Hôpital François Mitterrand ⥋ Pau — Gare de Pau | Pau — Hôpital François Mitterrand ⥋ Pau — Gare de Pau | Pau — Hôpital François Mitterrand ⥋ Pau — Gare de Pau | Pau — Hôpital François Mitterrand ⥋ Pau — Gare de Pau | Pau — Hôpital François Mitterrand ⥋ Pau — Gare de Pau |
| --------------------------------------------------------- | --- | ----------------------------------------------------- | ----------------------------------------------------- | ----------------------------------------------------- | ----------------------------------------------------- | ----------------------------------------------------- | ----------------------------------------------------- | ----------------------------------------------------- | ----------------------------------------------------- |
| Ligne Fébus · Accessible aux personnes à mobilité réduite | Ouverture / Fermeture 8 juillet 2019 / — | Longueur 6 km                                         | Durée 17 min                                          | Nb. d’arrêts 14                                       | Matériel Van Hool ExquiCity                           | Jours de fonctionnement L, Ma, Me, J, V, S, D         | Jour / Soir / Nuit / Fêtes O / O / N / O              | Voy. / an —                                           | Exploitant STAP                                       |
| Ligne Fébus · Accessible aux personnes à mobilité réduite | Desserte : - Villes et lieux desservis : Pau (Hôpital, Université, centre commercial Tempo, marché du Foirail, Les Halles, Pôle Bosquet, lycée Louis Barthou, parc Beaumont, gare SNCF) - Gares desservies : Gare de Pau |                                                       |                                                       |                                                       |                                                       |                                                       |                                                       |                                                       |                                                       |
| Ligne Fébus · Accessible aux personnes à mobilité réduite | Autre : - Arrêts non accessibles aux UFR : — - Fréquences (Heures Pointe/ Heures Creuses) : HP 8 min / HC 10 min - Particularités : - Date de dernière mise à jour : 6 juillet 2023.                                     |                                                       |                                                       |                                                       |                                                       |                                                       |                                                       |                                                       |                                                       |
| Ligne Fébus · Accessible aux personnes à mobilité réduite | Dernière actualisation : — |                                                       |                                                       |                                                       |                                                       |                                                       |                                                       |                                                       |                                                       |

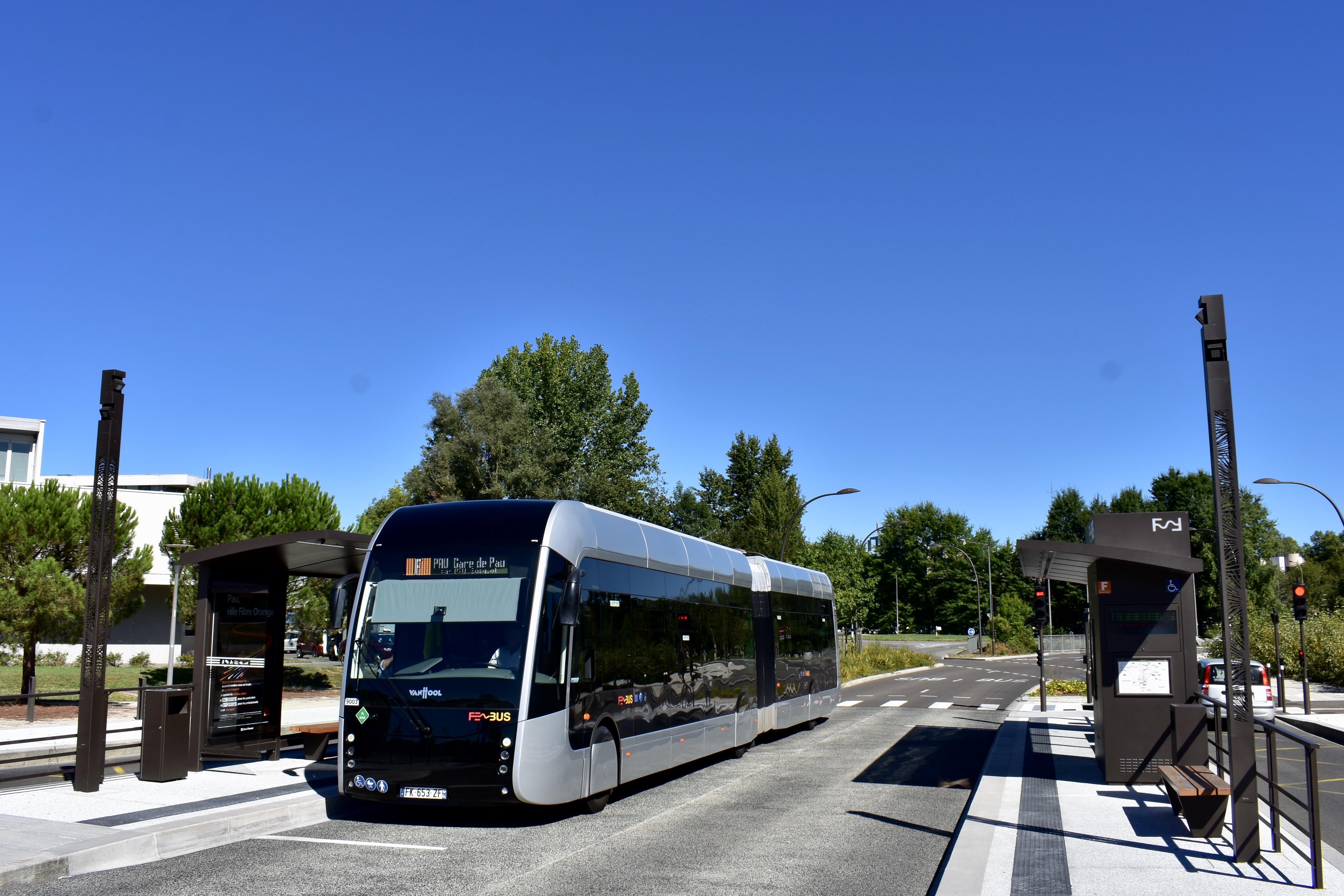
Febus

#### Lignes «Temporis»
Les lignes T1 à T4 sont les lignes structurantes du réseau. Elles desservent les zones les plus denses et les principaux équipements.
Ces lignes ont une fréquence de 10 minutes à 15 minutes. Elles assurent la desserte les dimanches et jours fériés.
| Ligne                                                  | Caractéristiques | Caractéristiques                                               | Caractéristiques                                               | Caractéristiques                                               | Caractéristiques                                               | Caractéristiques                                               | Caractéristiques                                               | Caractéristiques                                               | Caractéristiques                                               |
| Ligne T1 · Accessible aux personnes à mobilité réduite | Temporis 1 | Temporis 1                                                     | Temporis 1                                                     | Temporis 1                                                     | Temporis 1                                                     | Temporis 1                                                     | Temporis 1                                                     | Temporis 1                                                     | Temporis 1                                                     |
| Ligne T1 · Accessible aux personnes à mobilité réduite | Jurançon — Lycée Professionnel A.Campa ⥋ Pau — Cité Multimédia | Jurançon — Lycée Professionnel A.Campa ⥋ Pau — Cité Multimédia | Jurançon — Lycée Professionnel A.Campa ⥋ Pau — Cité Multimédia | Jurançon — Lycée Professionnel A.Campa ⥋ Pau — Cité Multimédia | Jurançon — Lycée Professionnel A.Campa ⥋ Pau — Cité Multimédia | Jurançon — Lycée Professionnel A.Campa ⥋ Pau — Cité Multimédia | Jurançon — Lycée Professionnel A.Campa ⥋ Pau — Cité Multimédia | Jurançon — Lycée Professionnel A.Campa ⥋ Pau — Cité Multimédia | Jurançon — Lycée Professionnel A.Campa ⥋ Pau — Cité Multimédia |
| ------------------------------------------------------ | --- | -------------------------------------------------------------- | -------------------------------------------------------------- | -------------------------------------------------------------- | -------------------------------------------------------------- | -------------------------------------------------------------- | -------------------------------------------------------------- | -------------------------------------------------------------- | -------------------------------------------------------------- |
| Ligne T1 · Accessible aux personnes à mobilité réduite | Ouverture / Fermeture 8 juillet 2019 / — | Longueur 11 / 14 km                                            | Durée 40 / 47 min                                              | Nb. d’arrêts 41                                                | Matériel Citaro C2G Hybrid Citaro C2 Citelis 12                | Jours de fonctionnement L, Ma, Me, J, V, S, D                  | Jour / Soir / Nuit / Fêtes O / N / N / O                       | Voy. / an —                                                    | Exploitant STAP                                                |
| Ligne T1 · Accessible aux personnes à mobilité réduite | Desserte : - Villes et lieux desservis : Jurançon (Lycée professionnel, Complexe sportif, Mairie, Collège Gabard), Pau (Château de Pau, Conseil général, Gare de Pau, Lycée Barthou, CAF, Bosquet, Marché du Foirail, Clinique Marzet, Théâtre Saragosse, Caserne des Pompiers, La Croix Rouge, MJC du Laü, Lycée Professionnel Baradat, Magasin Intermarché, Établissement français du sang, Université des métiers, Cité multimédia, dépôt STAP, Centre scientifique Total) - Gares desservies : Aucune. |                                                                |                                                                |                                                                |                                                                |                                                                |                                                                |                                                                |                                                                |
| Ligne T1 · Accessible aux personnes à mobilité réduite | Autre : - Arrêts non accessibles aux UFR : — - Fréquences (Heures Pointe/ Heures Creuses) : HP 10 min / HC 12 min - Particularités : - Date de dernière mise à jour : 6 juillet 2023. |                                                                |                                                                |                                                                |                                                                |                                                                |                                                                |                                                                |                                                                |

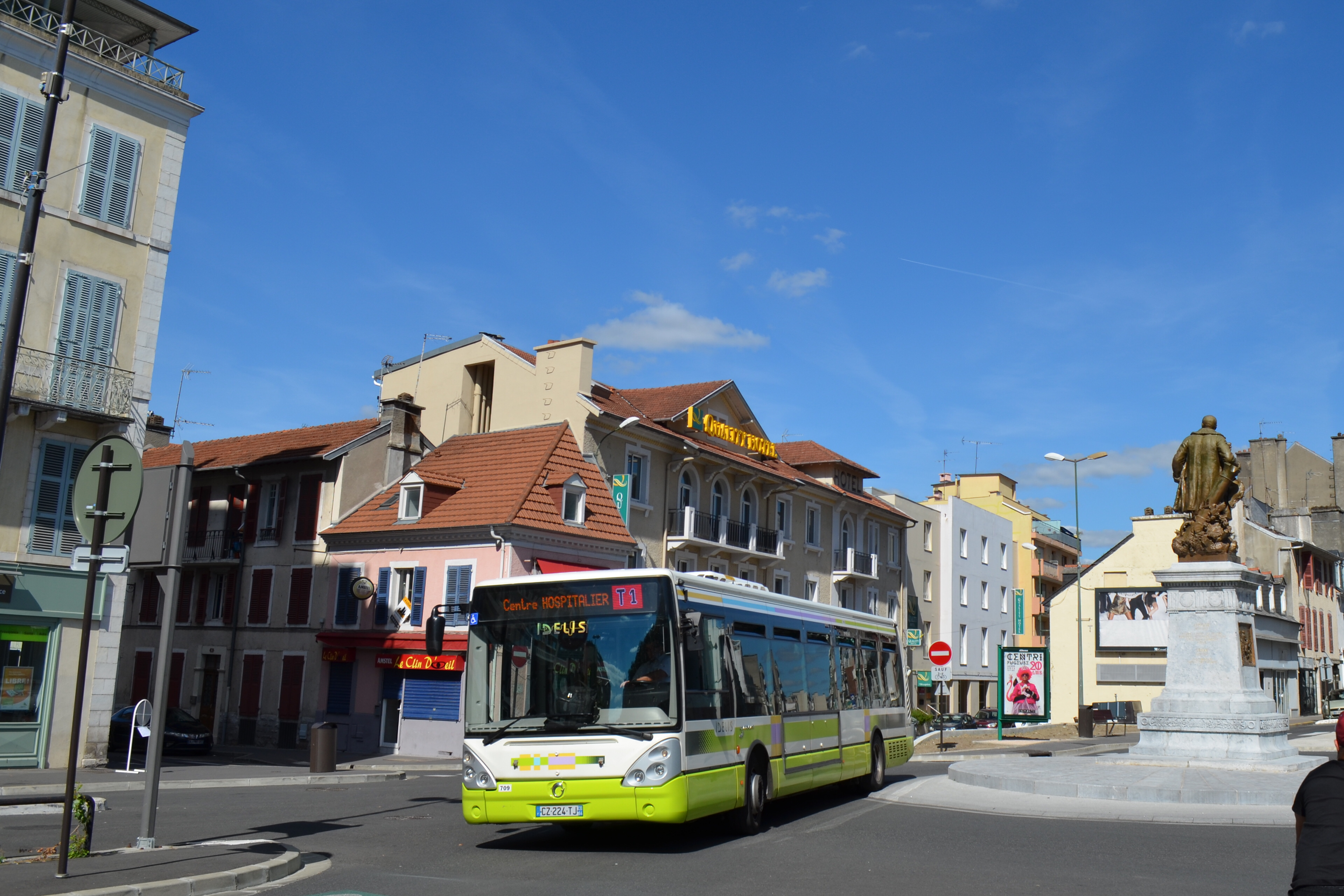
Ligne T1
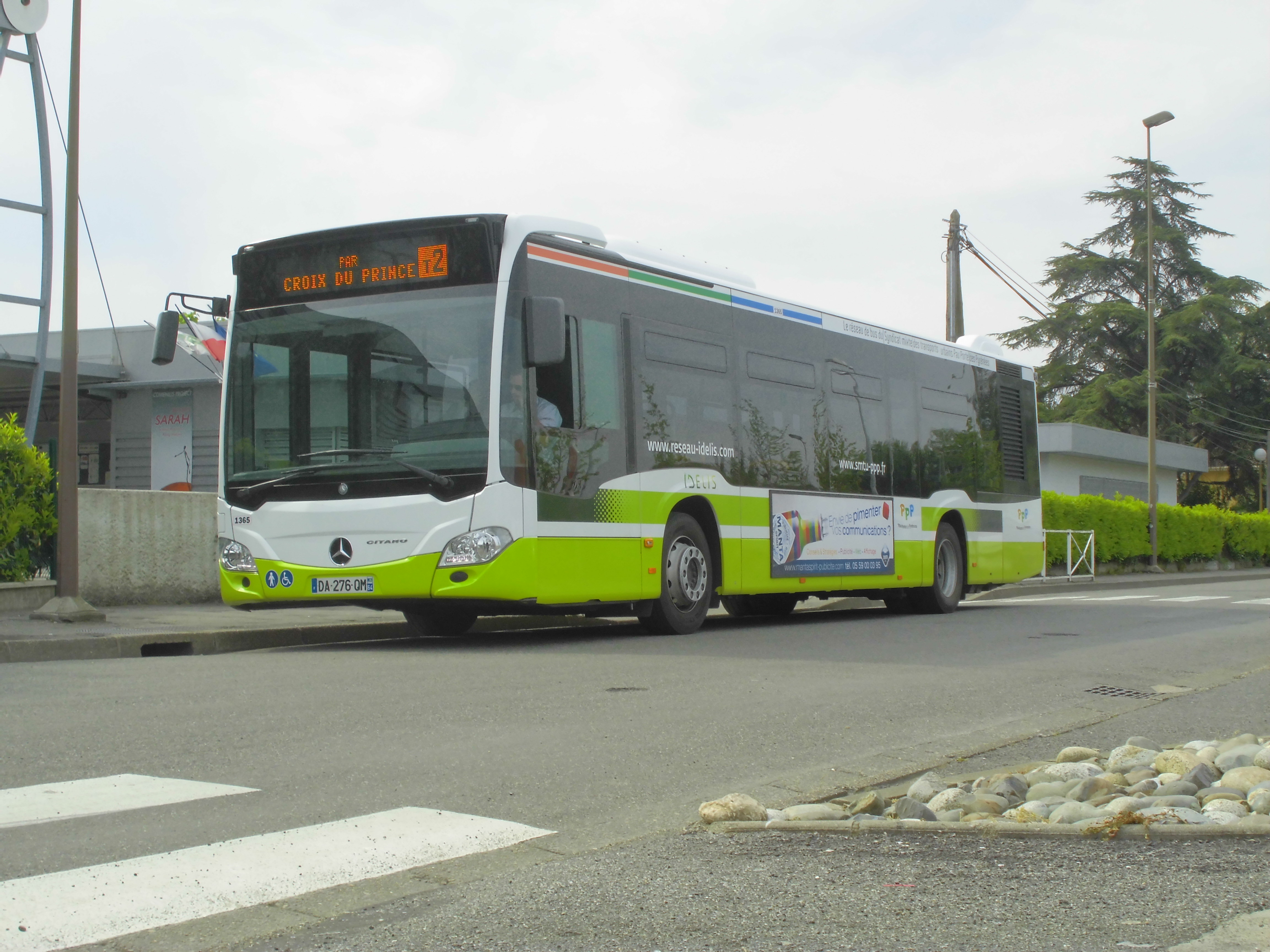
Ligne T2
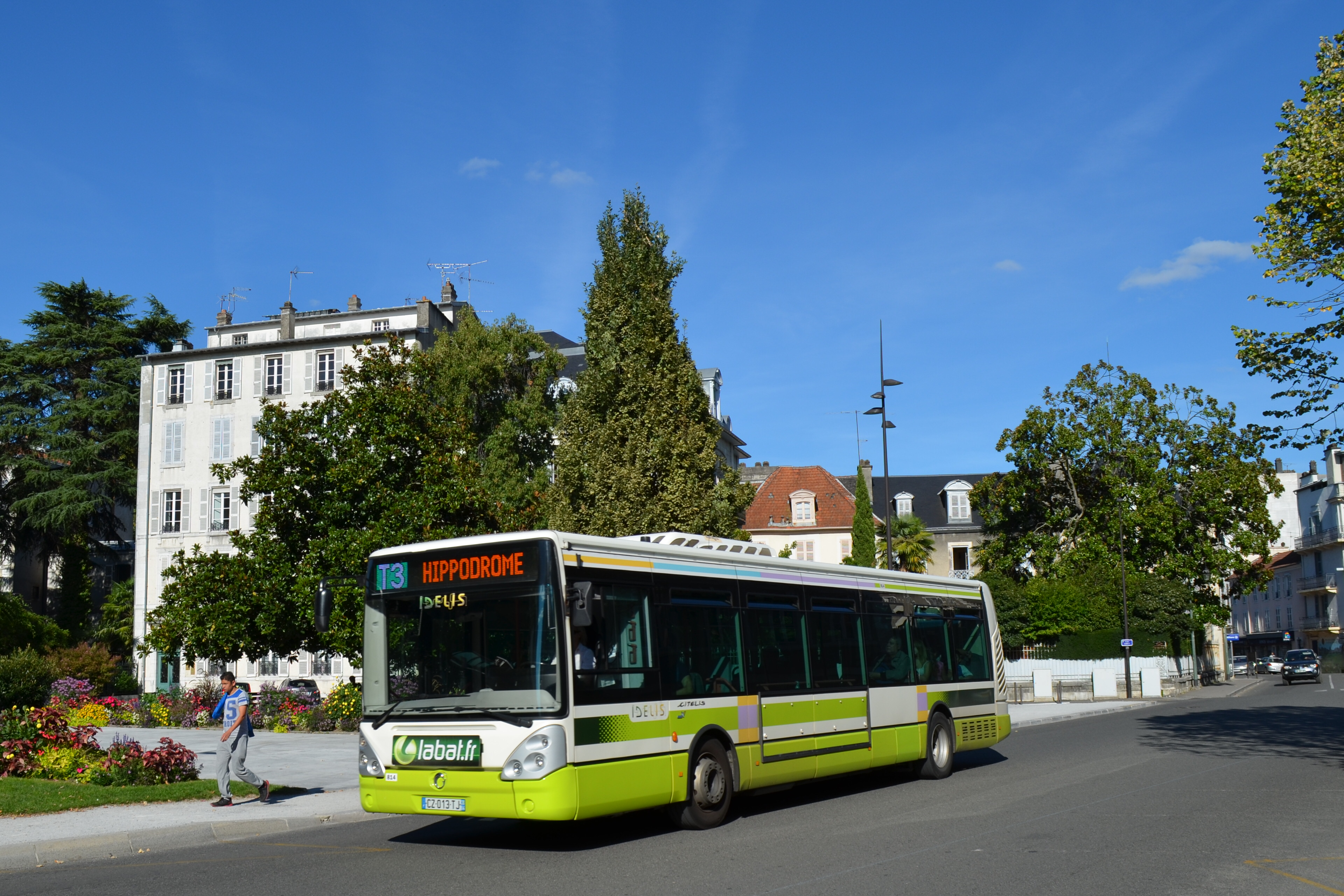
Ligne T3
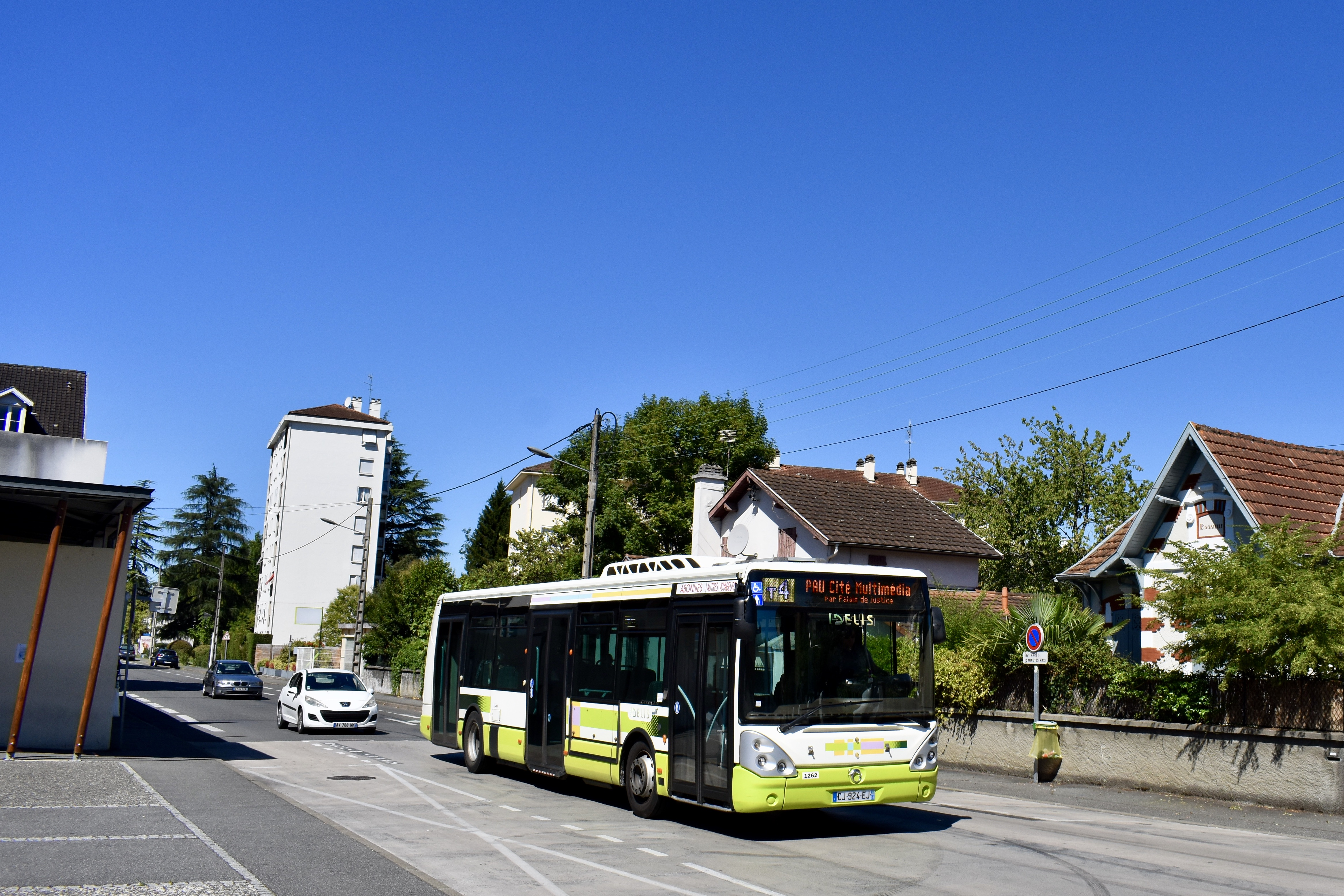
Ligne T4

| Ligne T1 · Accessible aux personnes à mobilité réduite | Dernière actualisation : — |                                                                |                                                                |                                                                |                                                                |                                                                |                                                                |                                                                |                                                                |
| Ligne T2 · Accessible aux personnes à mobilité réduite | Temporis 2 | Temporis 2                                                     | Temporis 2                                                     | Temporis 2                                                     | Temporis 2                                                     | Temporis 2                                                     | Temporis 2                                                     | Temporis 2                                                     | Temporis 2                                                     |
| Ligne T2 · Accessible aux personnes à mobilité réduite | Lons — Perlic Sud ⥋ Pau — Stades du Hameau |                                                                |                                                                |                                                                |                                                                |                                                                |                                                                |                                                                |                                                                |
| Ligne T2 · Accessible aux personnes à mobilité réduite | Ouverture / Fermeture 8 juillet 2019 / — | Longueur 11 km                                                 | Durée 30 min                                                   | Nb. d’arrêts 34                                                | Matériel Citaro C2G Hybrid Citaro C2 Citelis 12                | Jours de fonctionnement L, Ma, Me, J, V, S, D                  | Jour / Soir / Nuit / Fêtes O / N / N / O                       | Voy. / an —                                                    | Exploitant STAP                                                |
| Ligne T2 · Accessible aux personnes à mobilité réduite | Desserte : - Villes et lieux desservis : Lons (Perlic Sud, Perlic, Farman), Pau (Hippodrome, Centre commercial Géant-Casino, Parc des Expositions, Verdun, Palis de Justice, Les Halles, Bosquet, Magasin Casino, Collège J. D'Albret, CHP, Centre commercial Auchan) - Gares desservies : Aucune. |                                                                |                                                                |                                                                |                                                                |                                                                |                                                                |                                                                |                                                                |
| Ligne T2 · Accessible aux personnes à mobilité réduite | Autre : - Arrêts non accessibles aux UFR : — - Fréquences (Heures Pointe/ Heures Creuses) : HP 10 min / HC 12 min - Particularités : - Date de dernière mise à jour : 6 juillet 2023. |                                                                |                                                                |                                                                |                                                                |                                                                |                                                                |                                                                |                                                                |
| Ligne T2 · Accessible aux personnes à mobilité réduite | Dernière actualisation : — |                                                                |                                                                |                                                                |                                                                |                                                                |                                                                |                                                                |                                                                |
| Ligne T3 · Accessible aux personnes à mobilité réduite | Temporis 3 | Temporis 3                                                     | Temporis 3                                                     | Temporis 3                                                     | Temporis 3                                                     | Temporis 3                                                     | Temporis 3                                                     | Temporis 3                                                     | Temporis 3                                                     |
| Ligne T3 · Accessible aux personnes à mobilité réduite | Lescar — Soleil ⥋ Pau — CST Jean Feger |                                                                |                                                                |                                                                |                                                                |                                                                |                                                                |                                                                |                                                                |
| Ligne T3 · Accessible aux personnes à mobilité réduite | Ouverture / Fermeture 8 juillet 2019 / — | Longueur 9 / 12 km                                             | Durée 26 / 33 min                                              | Nb. d’arrêts 31                                                | Matériel Citaro C2G Hybrid Citaro C2 Citelis 12                | Jours de fonctionnement L, Ma, Me, J, V, S, D                  | Jour / Soir / Nuit / Fêtes O / N / N / O                       | Voy. / an —                                                    | Exploitant STAP                                                |
| Ligne T3 · Accessible aux personnes à mobilité réduite | Desserte : - Villes et lieux desservis : Lescar (Quartier libre), Billère (Magasin Intermarché, Mairie), Pau (Verdun, Palais de justice, Les Halles, Bosquet, CPAM, Maison de retraite, Parc d'activités Pau-Pyrénées, dépôt STAP, Centre scientifique Total) - Gares desservies : Aucune. |                                                                |                                                                |                                                                |                                                                |                                                                |                                                                |                                                                |                                                                |
| Ligne T3 · Accessible aux personnes à mobilité réduite | Autre : - Arrêts non accessibles aux UFR : — - Fréquences (Heures Pointe/ Heures Creuses) : HP 10 min / HC 15 min - Particularités : - Date de dernière mise à jour : 6 juillet 2023. |                                                                |                                                                |                                                                |                                                                |                                                                |                                                                |                                                                |                                                                |
| Ligne T3 · Accessible aux personnes à mobilité réduite | Dernière actualisation : — |                                                                |                                                                |                                                                |                                                                |                                                                |                                                                |                                                                |                                                                |
| Ligne T4 · Accessible aux personnes à mobilité réduite | Temporis 4 | Temporis 4                                                     | Temporis 4                                                     | Temporis 4                                                     | Temporis 4                                                     | Temporis 4                                                     | Temporis 4                                                     | Temporis 4                                                     | Temporis 4                                                     |
| Ligne T4 · Accessible aux personnes à mobilité réduite | Lons — Perlic ⥋ Pau — CST Jean Feger |                                                                |                                                                |                                                                |                                                                |                                                                |                                                                |                                                                |                                                                |
| Ligne T4 · Accessible aux personnes à mobilité réduite | Ouverture / Fermeture 8 juillet 2019 / — | Longueur 10 / 14 km                                            | Durée 30 / 41 min                                              | Nb. d’arrêts 47                                                | Matériel Citaro C2 Hybrid Citaro C2 Citelis 12                 | Jours de fonctionnement L, Ma, Me, J, V, S, D                  | Jour / Soir / Nuit / Fêtes O / N / N / O                       | Voy. / an —                                                    | Exploitant STAP                                                |
| Ligne T4 · Accessible aux personnes à mobilité réduite | Desserte : - Villes et lieux desservis : Lons (Maison de retraite, Piscine Aqualons), Billère (Stade de l'ASPTT) et Pau (Parc des expositions, Verdun, Palais de justice, Les Halles, Marché du Foirail, Cité administrative, Chambre d'agriculture, La Croix Rouge, Centre technique municipal, Pôle emploi, Cité multimédia) - Gares desservies : Aucune. |                                                                |                                                                |                                                                |                                                                |                                                                |                                                                |                                                                |                                                                |
| Ligne T4 · Accessible aux personnes à mobilité réduite | Autre : - Arrêts non accessibles aux UFR : — - Fréquences (Heures Pointe/ Heures Creuses) : HP 15 min / HC 15 min - Particularités : - Date de dernière mise à jour : 6 juillet 2023. |                                                                |                                                                |                                                                |                                                                |                                                                |                                                                |                                                                |                                                                |
| Ligne T4 · Accessible aux personnes à mobilité réduite | Dernière actualisation : — |                                                                |                                                                |                                                                |                                                                |                                                                |                                                                |                                                                |                                                                |

- Ligne T1
- Ligne T2
- Ligne T3
- Ligne T4

#### Lignes de proximité
Les 12 lignes principales (de 5 à 14 & 16 et 17), elles représentent le complément de desserte des TEMPORIS avec des fréquences de 25 à 60 minutes.
| Ligne                                                  | Caractéristiques | Caractéristiques                  | Caractéristiques                  | Caractéristiques                  | Caractéristiques                                         | Caractéristiques                           | Caractéristiques                         | Caractéristiques                  | Caractéristiques                  |
| Ligne 5 · Accessible aux personnes à mobilité réduite  | Ligne 5 | Ligne 5                           | Ligne 5                           | Ligne 5                           | Ligne 5                                                  | Ligne 5                                    | Ligne 5                                  | Ligne 5                           | Ligne 5                           |
| Ligne 5 · Accessible aux personnes à mobilité réduite  | Pau — Zénith ⥋ Mazères — L'Arriou | Pau — Zénith ⥋ Mazères — L'Arriou | Pau — Zénith ⥋ Mazères — L'Arriou | Pau — Zénith ⥋ Mazères — L'Arriou | Pau — Zénith ⥋ Mazères — L'Arriou                        | Pau — Zénith ⥋ Mazères — L'Arriou          | Pau — Zénith ⥋ Mazères — L'Arriou        | Pau — Zénith ⥋ Mazères — L'Arriou | Pau — Zénith ⥋ Mazères — L'Arriou |
| ------------------------------------------------------ | --- | --------------------------------- | --------------------------------- | --------------------------------- | -------------------------------------------------------- | ------------------------------------------ | ---------------------------------------- | --------------------------------- | --------------------------------- |
| Ligne 5 · Accessible aux personnes à mobilité réduite  | Ouverture / Fermeture 8 juillet 2019 / — | Longueur 13 km                    | Durée 40 min                      | Nb. d’arrêts 44                   | Matériel Citaro C2 Citelis 12                            | Jours de fonctionnement L, Ma, Me, J, V, S | Jour / Soir / Nuit / Fêtes O / N / N / N | Voy. / an —                       | Exploitant STAP                   |
| Ligne 5 · Accessible aux personnes à mobilité réduite  | Desserte : - Villes et lieux desservis : Pau (Zénith, Palais des sports, Jaï Alaï, Lycée Saint-John Perse, Plein Ciel, Saint-Dominique, Parc des expositions, Verdun, Palais de Justice, Les Halles, Bosquet, Lycée Barthou, CAF, Gare de Pau, Château de Pau, Conseil général), Jurançon, Gelos (Lycée professionnel) et Mazères-Lezons (Centre commercial Leclerc, Lezons 2000) - Gares desservies : Gare de La Croix-du-Prince              |                                   |                                   |                                   |                                                          |                                            |                                          |                                   |                                   |
| Ligne 5 · Accessible aux personnes à mobilité réduite  | Autre : - Arrêts non accessibles aux UFR : — - Fréquences (Heures Pointe/ Heures Creuses) : HP 25 min / HC 30 min - Particularités : - Date de dernière mise à jour : 6 juillet 2023. |                                   |                                   |                                   |                                                          |                                            |                                          |                                   |                                   |

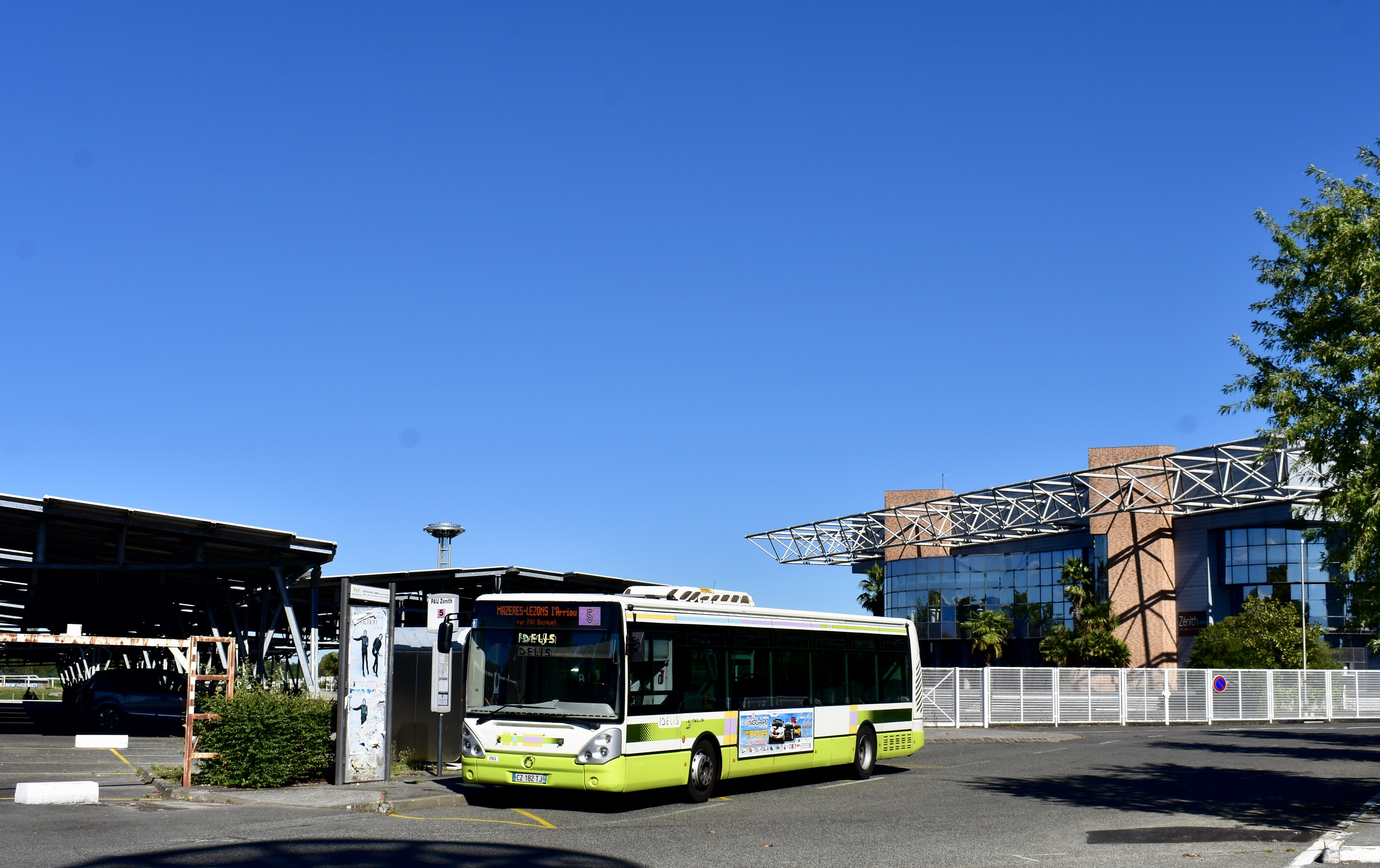
Ligne 5
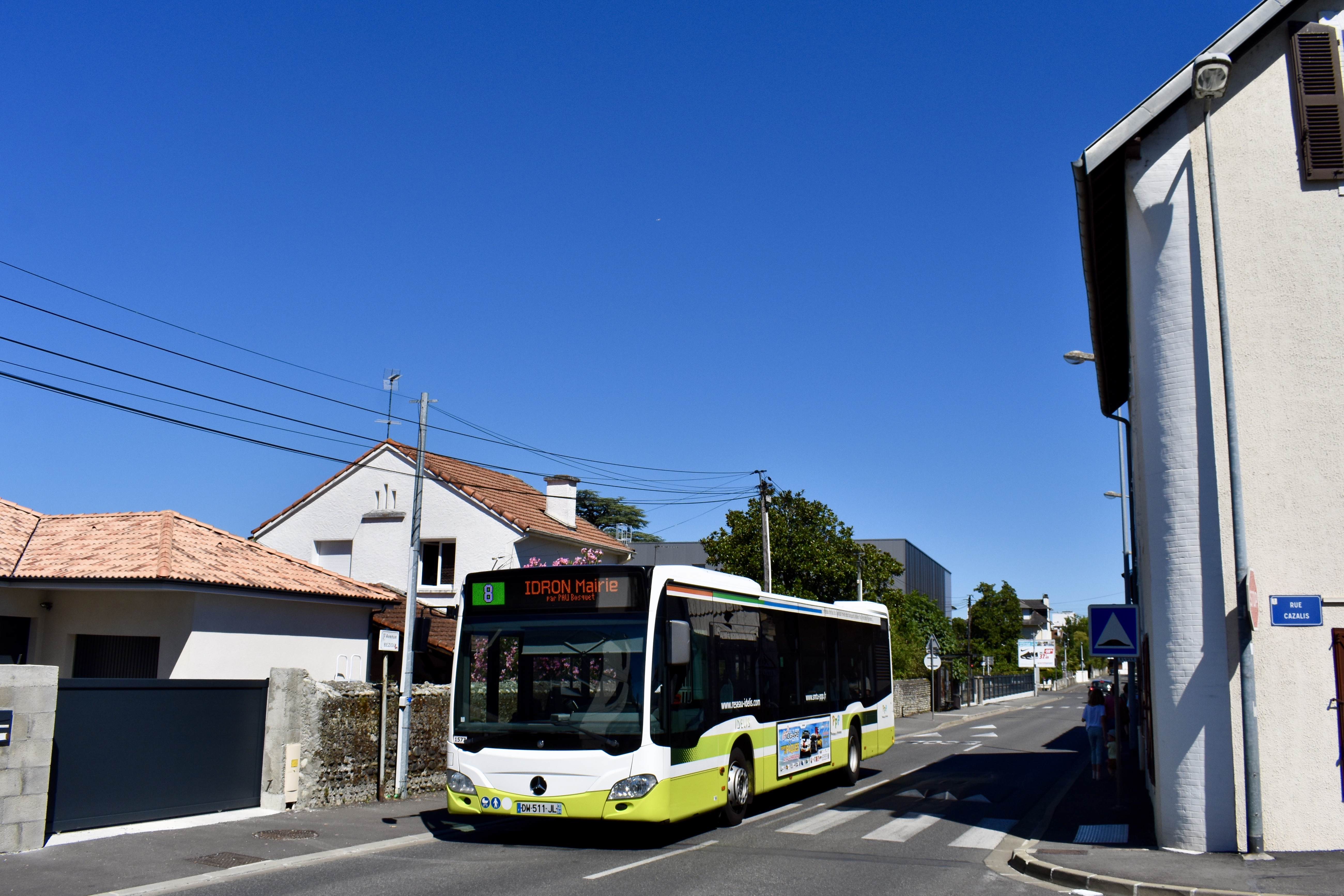
Ligne 8
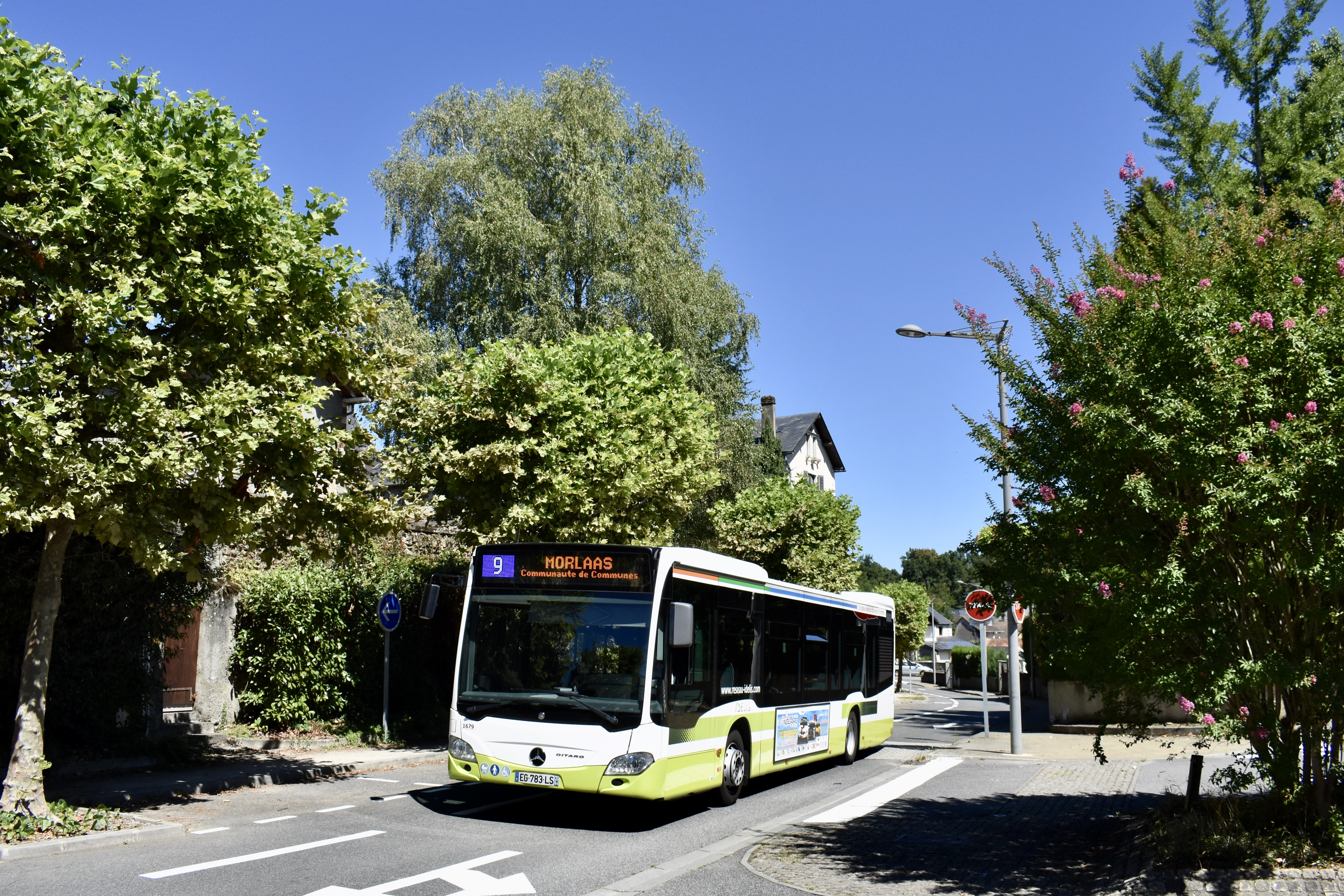
Ligne 9
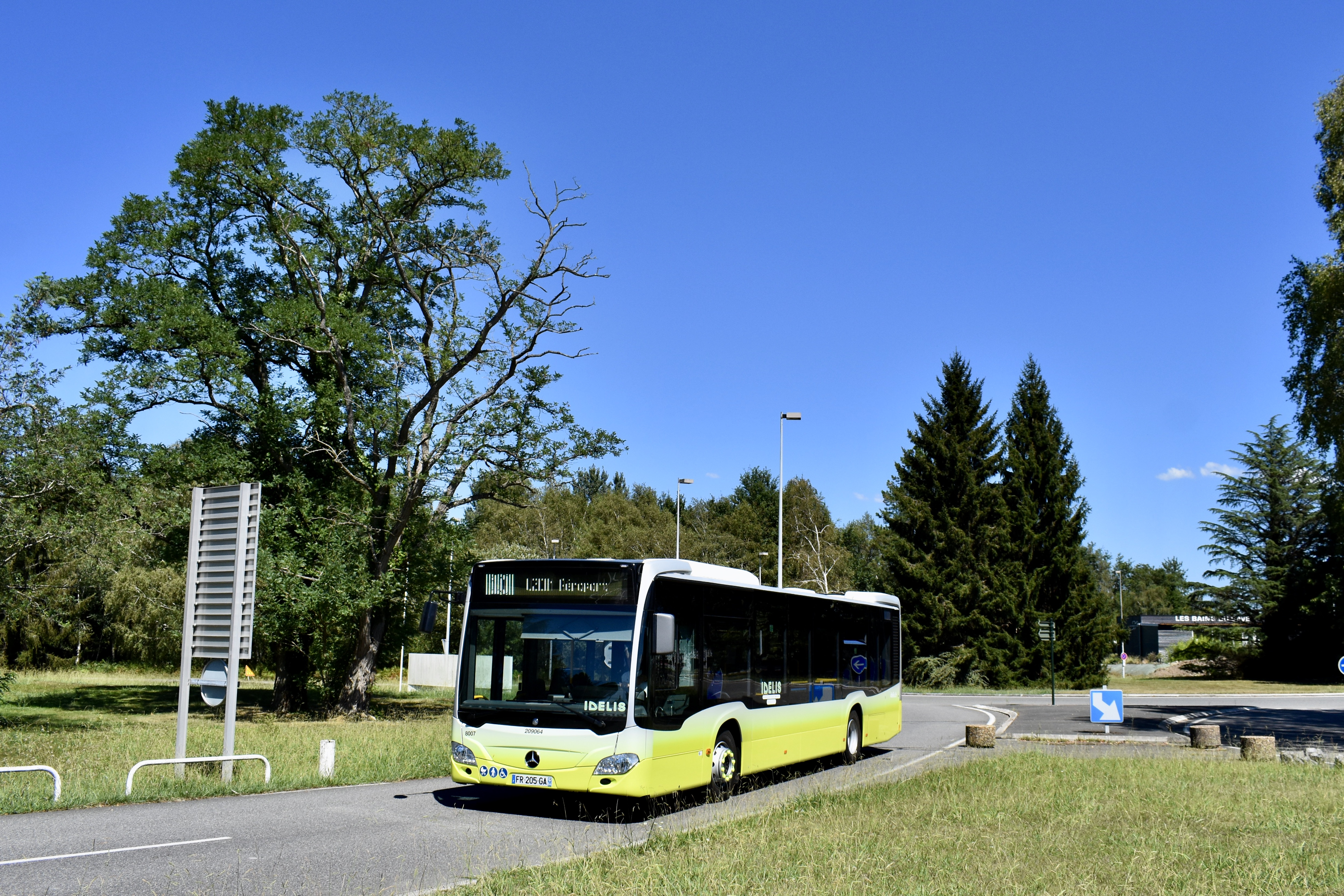
Ligne 10
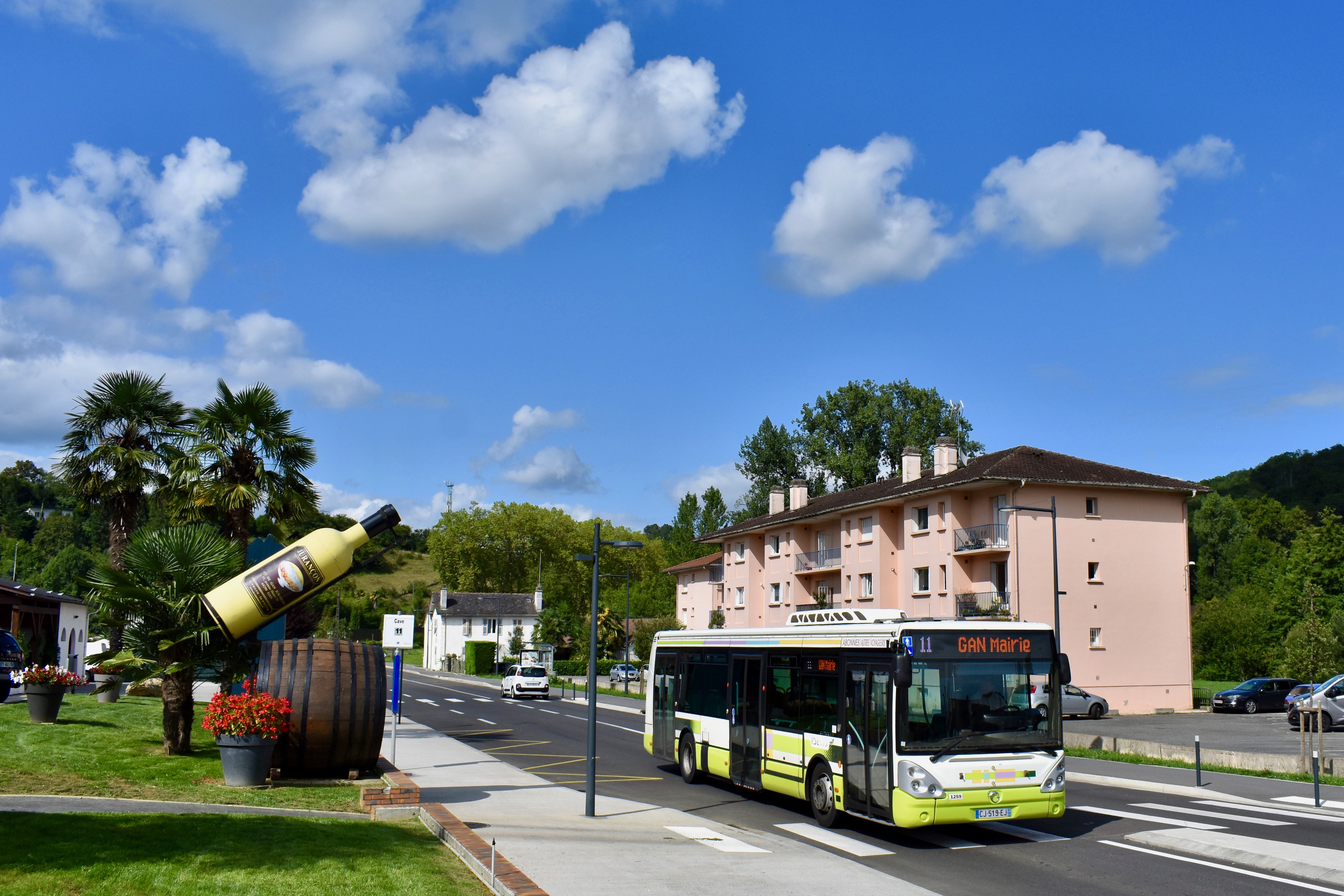
Ligne 11

| Ligne 5 · Accessible aux personnes à mobilité réduite  | Dernière actualisation : — |                                   |                                   |                                   |                                                          |                                            |                                          |                                   |                                   |
| Ligne 6 · Accessible aux personnes à mobilité réduite  | Ligne 6 | Ligne 6                           | Ligne 6                           | Ligne 6                           | Ligne 6                                                  | Ligne 6                                    | Ligne 6                                  | Ligne 6                           | Ligne 6                           |
| Ligne 6 · Accessible aux personnes à mobilité réduite  | Serres-Castet — Liben ⥋ Bizanos — Mairie |                                   |                                   |                                   |                                                          |                                            |                                          |                                   |                                   |
| Ligne 6 · Accessible aux personnes à mobilité réduite  | Ouverture / Fermeture 8 juillet 2019 / — | Longueur 17 km                    | Durée 42 min                      | Nb. d’arrêts 42                   | Matériel Citaro C2G Hybrid Citaro C2 Citelis 12          | Jours de fonctionnement L, Ma, Me, J, V, S | Jour / Soir / Nuit / Fêtes O / N / N / N | Voy. / an —                       | Exploitant STAP                   |
| Ligne 6 · Accessible aux personnes à mobilité réduite  | Desserte : - Villes et lieux desservis : Serres-Castet (Stade H.Marracq, Collège René Forgues, ZI du Haut-Ossau), Pau (Hippodrome, Leader Price, Lycée Saint-John Perse, Cité universitaire, Facultés, Collège Clermont, Marché du Foirail, Les Halles, Boquet, Lycée Saint-Cricq, Conservatoire), Bizanos (Stade Nautique, Mairie) - Gares desservies : Aucune.                                                                               |                                   |                                   |                                   |                                                          |                                            |                                          |                                   |                                   |
| Ligne 6 · Accessible aux personnes à mobilité réduite  | Autre : - Arrêts non accessibles aux UFR : — - Fréquences (Heures Pointe/ Heures Creuses) : HP 30 min / HC 30 min - Particularités : - Date de dernière mise à jour : 6 juillet 2023. |                                   |                                   |                                   |                                                          |                                            |                                          |                                   |                                   |
| Ligne 6 · Accessible aux personnes à mobilité réduite  | Dernière actualisation : — |                                   |                                   |                                   |                                                          |                                            |                                          |                                   |                                   |
| Ligne 7 · Accessible aux personnes à mobilité réduite  | Ligne 7 | Ligne 7                           | Ligne 7                           | Ligne 7                           | Ligne 7                                                  | Ligne 7                                    | Ligne 7                                  | Ligne 7                           | Ligne 7                           |
| Ligne 7 · Accessible aux personnes à mobilité réduite  | Lescar — Soleil ⥋ Bizanos — Beau Soleil / Artigueloutan — Salle des Fêtes |                                   |                                   |                                   |                                                          |                                            |                                          |                                   |                                   |
| Ligne 7 · Accessible aux personnes à mobilité réduite  | Ouverture / Fermeture 8 juillet 2019 / — | Longueur 13 / 23 km               | Durée 41 / 1h 07 min              | Nb. d’arrêts 58                   | Matériel Citaro C2G Hybrid Citaro C2 Citelis 12          | Jours de fonctionnement L, Ma, Me, J, V, S | Jour / Soir / Nuit / Fêtes O / N / N / N | Voy. / an —                       | Exploitant STAP                   |
| Ligne 7 · Accessible aux personnes à mobilité réduite  | Desserte : - Villes et lieux desservis : Lescar (Quartier libre, Centre commercial), Lons, Billère (Pôle Emploi, Mairie), Pau (Cimetière, Verdun, Palais de Justice, Les Halles, Bosquet, Lycée Saint-Cricq, Institut Sainte-Ursule), Bizanos, Idron (ZA du Plateau, Stade, Mairie, Centre socio-culturel, Complexe sportif), Lée (École, Mairie), Ousse (Mairie), Artigueloutan (Stade, Mairie, Salle des fêtes) - Gares desservies : Aucune. |                                   |                                   |                                   |                                                          |                                            |                                          |                                   |                                   |
| Ligne 7 · Accessible aux personnes à mobilité réduite  | Autre : - Arrêts non accessibles aux UFR : — - Fréquences (Heures Pointe/ Heures Creuses) : HP 25 min / HC 30 min - Particularités : - Date de dernière mise à jour : 6 juillet 2023. |                                   |                                   |                                   |                                                          |                                            |                                          |                                   |                                   |
| Ligne 7 · Accessible aux personnes à mobilité réduite  | Dernière actualisation : — |                                   |                                   |                                   |                                                          |                                            |                                          |                                   |                                   |
| Ligne 8 · Accessible aux personnes à mobilité réduite  | Ligne 8 | Ligne 8                           | Ligne 8                           | Ligne 8                           | Ligne 8                                                  | Ligne 8                                    | Ligne 8                                  | Ligne 8                           | Ligne 8                           |
| Ligne 8 · Accessible aux personnes à mobilité réduite  | Poey-de-Lescar — Z.A. D817 / Lescar — Collège S. Palay ⥋ Idron — Mairie |                                   |                                   |                                   |                                                          |                                            |                                          |                                   |                                   |
| Ligne 8 · Accessible aux personnes à mobilité réduite  | Ouverture / Fermeture 1er juillet 2019 / — | Longueur 16 / 20 km               | Durée 46 / 58 min                 | Nb. d’arrêts 55                   | Matériel Citaro C2 Citelis 12                            | Jours de fonctionnement L, Ma, Me, J, V, S | Jour / Soir / Nuit / Fêtes O / N / N / N | Voy. / an —                       | Exploitant STAP                   |
| Ligne 8 · Accessible aux personnes à mobilité réduite  | Desserte : - Villes et lieux desservis : Poey-de-Lescar (Poey Bourg), Lescar (Coopégaz, Collège Simin Palay, Lycée Jacques Monod), Lons (Mairie), Billère (Mairie,Gymnase sporting d'Este), Pau (Institut Beau Frêne, Parc des expositions, Palais de justice, Les Halles, Lycée Louis-Barthou), Bizanos (Mairie, Salle Polyvalente) et Idron (Château, Complexe sportif, Centre socio-culturel, Mairie) - Gares desservies : Aucune.          |                                   |                                   |                                   |                                                          |                                            |                                          |                                   |                                   |
| Ligne 8 · Accessible aux personnes à mobilité réduite  | Autre : - Arrêts non accessibles aux UFR : — - Fréquences (Heures Pointe/ Heures Creuses) : HP 30 min / HC 30 min - Particularités : - Date de dernière mise à jour : 6 juillet 2023. |                                   |                                   |                                   |                                                          |                                            |                                          |                                   |                                   |
| Ligne 8 · Accessible aux personnes à mobilité réduite  | Dernière actualisation : — |                                   |                                   |                                   |                                                          |                                            |                                          |                                   |                                   |
| Ligne 9 · Accessible aux personnes à mobilité réduite  | Ligne 9 | Ligne 9                           | Ligne 9                           | Ligne 9                           | Ligne 9                                                  | Ligne 9                                    | Ligne 9                                  | Ligne 9                           | Ligne 9                           |
| Ligne 9 · Accessible aux personnes à mobilité réduite  | Morlaàs — Communauté de Communes ⥋ Bizanos — Rives du Gave |                                   |                                   |                                   |                                                          |                                            |                                          |                                   |                                   |
| Ligne 9 · Accessible aux personnes à mobilité réduite  | Ouverture / Fermeture 8 juillet 2019 / — | Longueur 15,5 km                  | Durée 35 min                      | Nb. d’arrêts 29                   | Matériel Citaro C2 Citelis 12 GX 117 L                   | Jours de fonctionnement L, Ma, Me, J, V, S | Jour / Soir / Nuit / Fêtes O / N / N / N | Voy. / an —                       | Exploitant STAP                   |
| Ligne 9 · Accessible aux personnes à mobilité réduite  | Desserte : - Villes et lieux desservis : Morlaàs (Communauté de communes du Pays de Morlaàs, Maison de la solidarité, Mairie, Lycée Hôtelier), Pau (Centre commercial Nobel, Centre commercial Auchan, C.H.P, Collège J. d'Albret, Magasin Casino, Bosquet, Lycée Barthou, CAF, Gare de Pau), Bizanos (Stade d'Eaux Vives) - Gares desservies : Gare de Pau                                                                                    |                                   |                                   |                                   |                                                          |                                            |                                          |                                   |                                   |
| Ligne 9 · Accessible aux personnes à mobilité réduite  | Autre : - Arrêts non accessibles aux UFR : — - Fréquences (Heures Pointe/ Heures Creuses) : HP 30 min / HC 60 min - Particularités : - Date de dernière mise à jour : 6 juillet 2023. |                                   |                                   |                                   |                                                          |                                            |                                          |                                   |                                   |
| Ligne 9 · Accessible aux personnes à mobilité réduite  | Dernière actualisation : — |                                   |                                   |                                   |                                                          |                                            |                                          |                                   |                                   |
| Ligne 10 · Accessible aux personnes à mobilité réduite | Ligne 10 | Ligne 10                          | Ligne 10                          | Ligne 10                          | Ligne 10                                                 | Ligne 10                                   | Ligne 10                                 | Ligne 10                          | Ligne 10                          |
| Ligne 10 · Accessible aux personnes à mobilité réduite | Sauvagnon — Arzacq ⥋ Pau — Bosquet |                                   |                                   |                                   |                                                          |                                            |                                          |                                   |                                   |
| Ligne 10 · Accessible aux personnes à mobilité réduite | Ouverture / Fermeture 8 juillet 2019 / — | Longueur 13 km                    | Durée 50 min                      | Nb. d’arrêts 19                   | Matériel Citaro Facelift Citaro C2                       | Jours de fonctionnement L, Ma, Me, J, V, S | Jour / Soir / Nuit / Fêtes O / N / N / N | Voy. / an —                       | Exploitant TPR                    |
| Ligne 10 · Accessible aux personnes à mobilité réduite | Desserte : - Villes et lieux desservis : Sauvagnon (Mairie, ZAC de l'aéroport), Serres-Castet (ZI du Haut-Ossau) et Pau (Centre commercial Leclerc, Université, Cité administrative, Marché du Foirail, Les Halles, Bosquet) - Gares desservies : Aucune. |                                   |                                   |                                   |                                                          |                                            |                                          |                                   |                                   |
| Ligne 10 · Accessible aux personnes à mobilité réduite | Autre : - Arrêts non accessibles aux UFR : — - Fréquences (Heures Pointe/ Heures Creuses) : En fonction des horaires des vols - Particularités : - Date de dernière mise à jour : 6 juillet 2023. |                                   |                                   |                                   |                                                          |                                            |                                          |                                   |                                   |
| Ligne 10 · Accessible aux personnes à mobilité réduite | Dernière actualisation : — |                                   |                                   |                                   |                                                          |                                            |                                          |                                   |                                   |
| Ligne 11 · Accessible aux personnes à mobilité réduite | Ligne 11 | Ligne 11                          | Ligne 11                          | Ligne 11                          | Ligne 11                                                 | Ligne 11                                   | Ligne 11                                 | Ligne 11                          | Ligne 11                          |
| Ligne 11 · Accessible aux personnes à mobilité réduite | Gan — Mairie ⥋ Idron — Domaine du Roy / Sendets — Mairie |                                   |                                   |                                   |                                                          |                                            |                                          |                                   |                                   |
| Ligne 11 · Accessible aux personnes à mobilité réduite | Ouverture / Fermeture 8 juillet 2019 / — | Longueur 17 / 23 km               | Durée 42 / 49 min                 | Nb. d’arrêts 51                   | Matériel Citaro C2G Hybrid Citaro C2 Citelis 12 GX 117 L | Jours de fonctionnement L, Ma, Me, J, V, S | Jour / Soir / Nuit / Fêtes O / N / N / N | Voy. / an —                       | Exploitant STAP                   |
| Ligne 11 · Accessible aux personnes à mobilité réduite | Desserte : - Villes et lieux desservis : Gan (Mairie, Centre commercial Super U, Cave coopérative), Jurançon (ZAC du Vert Galant, Collège Gabard), Pau (Château de Pau, Verdun, Palais de Justice, Bosquet, Les Halles, Magasin Casino, Collège J. D'Albret, CHP, Centre commercial Auchan), Idron (ZA du Plateau, Stade), Lée (Au Point Gourmand), Ousse (Magasin Leader Price), Sendets (Mairie) - Gares desservies : Gare de Gan            |                                   |                                   |                                   |                                                          |                                            |                                          |                                   |                                   |
| Ligne 11 · Accessible aux personnes à mobilité réduite | Autre : - Arrêts non accessibles aux UFR : — - Fréquences (Heures Pointe/ Heures Creuses) : HP 30 min / HC 60 min - Particularités : - Date de dernière mise à jour : 6 juillet 2023. |                                   |                                   |                                   |                                                          |                                            |                                          |                                   |                                   |
| Ligne 11 · Accessible aux personnes à mobilité réduite | Dernière actualisation : — |                                   |                                   |                                   |                                                          |                                            |                                          |                                   |                                   |
| Ligne 12 · Accessible aux personnes à mobilité réduite | Ligne 12 | Ligne 12                          | Ligne 12                          | Ligne 12                          | Ligne 12                                                 | Ligne 12                                   | Ligne 12                                 | Ligne 12                          | Ligne 12                          |
| Ligne 12 · Accessible aux personnes à mobilité réduite | Lescar — Quartier Libre ⥋ Pau — Porte des Pyrénées |                                   |                                   |                                   |                                                          |                                            |                                          |                                   |                                   |
| Ligne 12 · Accessible aux personnes à mobilité réduite | Ouverture / Fermeture 8 juillet 2019 / — | Longueur 15 km                    | Durée 40 min                      | Nb. d’arrêts 39                   | Matériel Citaro C2 Citelis 12                            | Jours de fonctionnement L, Ma, Me, J, V, S | Jour / Soir / Nuit / Fêtes O / N / N / N | Voy. / an —                       | Exploitant STAP                   |
| Ligne 12 · Accessible aux personnes à mobilité réduite | Desserte : - Villes et lieux desservis : Lescar (Quartier libre, Pau Euralis, Lycée Jacques Monod, ESAT Cousteau / Colo), Lons (Piscine Acqualons, Restaurant McDonald's), Pau (Lycée Saint-John Perse, Université, Cité administrative, Chambre d'agriculture, La Croix Rouge, École Gymnase Lapuyade, Centre commercial Auchan) - Gares desservies : Aucune.                                                                                 |                                   |                                   |                                   |                                                          |                                            |                                          |                                   |                                   |
| Ligne 12 · Accessible aux personnes à mobilité réduite | Autre : - Arrêts non accessibles aux UFR : — - Fréquences (Heures Pointe/ Heures Creuses) : HP 30 min / HC 30 min - Particularités : - Date de dernière mise à jour : 6 juillet 2023. |                                   |                                   |                                   |                                                          |                                            |                                          |                                   |                                   |
| Ligne 12 · Accessible aux personnes à mobilité réduite | Dernière actualisation : — |                                   |                                   |                                   |                                                          |                                            |                                          |                                   |                                   |
| Ligne 13 · Accessible aux personnes à mobilité réduite | Ligne 13 | Ligne 13                          | Ligne 13                          | Ligne 13                          | Ligne 13                                                 | Ligne 13                                   | Ligne 13                                 | Ligne 13                          | Ligne 13                          |
| Ligne 13 · Accessible aux personnes à mobilité réduite | Lescar — Soleil ⥋ Pau — EFS |                                   |                                   |                                   |                                                          |                                            |                                          |                                   |                                   |
| Ligne 13 · Accessible aux personnes à mobilité réduite | Ouverture / Fermeture 8 juillet 2019 / — | Longueur 16 km                    | Durée 38 min                      | Nb. d’arrêts 37                   | Matériel Citelis 12 GX 117 L                             | Jours de fonctionnement L, Ma, Me, J, V, S | Jour / Soir / Nuit / Fêtes O / N / N / N | Voy. / an —                       | Exploitant STAP                   |
| Ligne 13 · Accessible aux personnes à mobilité réduite | Desserte : - Villes et lieux desservis : Lescar (Zone commerciale), Lons (Église, Mairie, Médiathèque), Billère et Pau (Lycée Saint-John Perse, Centre commercial Leclerc, Université, Cité administrative, Caserne de pompiers, Collège J. D'Albret, CHP, Centre commercial Auchan, EFS) - Gares desservies : Aucune. |                                   |                                   |                                   |                                                          |                                            |                                          |                                   |                                   |
| Ligne 13 · Accessible aux personnes à mobilité réduite | Autre : - Arrêts non accessibles aux UFR : — - Fréquences (Heures Pointe/ Heures Creuses) : HP 25 min / HC 25 min - Particularités : - Date de dernière mise à jour : 6 juillet 2023. |                                   |                                   |                                   |                                                          |                                            |                                          |                                   |                                   |
| Ligne 13 · Accessible aux personnes à mobilité réduite | Dernière actualisation : — |                                   |                                   |                                   |                                                          |                                            |                                          |                                   |                                   |
| Ligne 14 · Accessible aux personnes à mobilité réduite | Ligne 14 | Ligne 14                          | Ligne 14                          | Ligne 14                          | Ligne 14                                                 | Ligne 14                                   | Ligne 14                                 | Ligne 14                          | Ligne 14                          |
| Ligne 14 · Accessible aux personnes à mobilité réduite | Jurançon — LP A.Campa ⥋ Pau — Porte des Pyrénées / Bizanos — Beau Soleil |                                   |                                   |                                   |                                                          |                                            |                                          |                                   |                                   |
| Ligne 14 · Accessible aux personnes à mobilité réduite | Ouverture / Fermeture 8 juillet 2019 / — | Longueur 10 / 12 km               | Durée 37 / 47 min                 | Nb. d’arrêts 32                   | Matériel Citelis 12 GX 117 L                             | Jours de fonctionnement L, Ma, Me, J, V, S | Jour / Soir / Nuit / Fêtes O / N / N / N | Voy. / an —                       | Exploitant STAP                   |
| Ligne 14 · Accessible aux personnes à mobilité réduite | Desserte : - Villes et lieux desservis : Jurançon (Corps Franc Pommiès, Mairie), Pau (Parc des expositions, IUFM, Collège Clermont, Facultés, Cité universitaire, Lycée Saint-John Perse, Centre commercial Leclerc, Centre commercial Auchan) - Gares desservies : Aucune. |                                   |                                   |                                   |                                                          |                                            |                                          |                                   |                                   |
| Ligne 14 · Accessible aux personnes à mobilité réduite | Autre : - Arrêts non accessibles aux UFR : — - Fréquences (Heures Pointe/ Heures Creuses) : HP 35 min / HC 45 min - Particularités : - Date de dernière mise à jour : 6 juillet 2023. |                                   |                                   |                                   |                                                          |                                            |                                          |                                   |                                   |
| Ligne 14 · Accessible aux personnes à mobilité réduite | Dernière actualisation : — |                                   |                                   |                                   |                                                          |                                            |                                          |                                   |                                   |
| Ligne 16 · Accessible aux personnes à mobilité réduite | Ligne 16 | Ligne 16                          | Ligne 16                          | Ligne 16                          | Ligne 16                                                 | Ligne 16                                   | Ligne 16                                 | Ligne 16                          | Ligne 16                          |
| Ligne 16 · Accessible aux personnes à mobilité réduite | Montardon — École ⥋ Pau — Bosquet |                                   |                                   |                                   |                                                          |                                            |                                          |                                   |                                   |
| Ligne 16 · Accessible aux personnes à mobilité réduite | Ouverture / Fermeture 8 juillet 2019 / — | Longueur 11 km                    | Durée 28 min                      | Nb. d’arrêts 27                   | Matériel Citaro Facelift Citaro C2                       | Jours de fonctionnement L, Ma, Me, J, V, S | Jour / Soir / Nuit / Fêtes O / N / N / N | Voy. / an —                       | Exploitant TPR                    |
| Ligne 16 · Accessible aux personnes à mobilité réduite | Desserte : - Villes et lieux desservis : Montardon (École Municipale, Lycée Agricole), Pau (Hippodrome, Leader Price, Plein Ciel, Cité universitaire, Facultés, Collège Clermont, Les Halles, Bosquet) - Gares desservies : Aucune. |                                   |                                   |                                   |                                                          |                                            |                                          |                                   |                                   |
| Ligne 16 · Accessible aux personnes à mobilité réduite | Autre : - Arrêts non accessibles aux UFR : — - Fréquences (Heures Pointe/ Heures Creuses) : 12 trajets/jour - Particularités : - Date de dernière mise à jour : 6 juillet 2023. |                                   |                                   |                                   |                                                          |                                            |                                          |                                   |                                   |
| Ligne 16 · Accessible aux personnes à mobilité réduite | Dernière actualisation : — |                                   |                                   |                                   |                                                          |                                            |                                          |                                   |                                   |
| Ligne 17 · Accessible aux personnes à mobilité réduite | Ligne 17 | Ligne 17                          | Ligne 17                          | Ligne 17                          | Ligne 17                                                 | Ligne 17                                   | Ligne 17                                 | Ligne 17                          | Ligne 17                          |
| Ligne 17 · Accessible aux personnes à mobilité réduite | Uzein — Aéroport Pau Pyrénées ⥋ Pau — Bosquet |                                   |                                   |                                   |                                                          |                                            |                                          |                                   |                                   |
| Ligne 17 · Accessible aux personnes à mobilité réduite | Ouverture / Fermeture 10 juillet 2023 / — | Longueur / km                     | Durée / min                       | Nb. d’arrêts 29                   | Matériel —                                               | Jours de fonctionnement L, Ma, Me, J, V, S | Jour / Soir / Nuit / Fêtes O / N / N / N | Voy. / an —                       | Exploitant TPR                    |
| Ligne 17 · Accessible aux personnes à mobilité réduite | Desserte : - Villes et lieux desservis : Uzein (Aéroport de Pau-Pyrénées), Pau (Hippodrome, Palais de Justice, Bosquet) - Gares desservies : Aucune. |                                   |                                   |                                   |                                                          |                                            |                                          |                                   |                                   |
| Ligne 17 · Accessible aux personnes à mobilité réduite | Autre : - Arrêts non accessibles aux UFR : — - Fréquences (Heures Pointe/ Heures Creuses) : / - Particularités : - Date de dernière mise à jour : 6 juillet 2023. |                                   |                                   |                                   |                                                          |                                            |                                          |                                   |                                   |
| Ligne 17 · Accessible aux personnes à mobilité réduite | Dernière actualisation : — |                                   |                                   |                                   |                                                          |                                            |                                          |                                   |                                   |

- Ligne 5
- Ligne 8
- Ligne 9
- Ligne 10
- Ligne 11

#### Lignes dimanches et jours fériés
Les lignes de A à D assurent le service les dimanches et jours fériés en complément du BHNS.
| Ligne                                                 | Caractéristiques | Caractéristiques                                       | Caractéristiques                                       | Caractéristiques                                       | Caractéristiques                                       | Caractéristiques                                       | Caractéristiques                                       | Caractéristiques                                       | Caractéristiques                                       |
| Ligne A · Accessible aux personnes à mobilité réduite | Ligne A | Ligne A                                                | Ligne A                                                | Ligne A                                                | Ligne A                                                | Ligne A                                                | Ligne A                                                | Ligne A                                                | Ligne A                                                |
| Ligne A · Accessible aux personnes à mobilité réduite | Jurançon — Corps Franc Pommiès ⥋ Pau — Cité Multimédia | Jurançon — Corps Franc Pommiès ⥋ Pau — Cité Multimédia | Jurançon — Corps Franc Pommiès ⥋ Pau — Cité Multimédia | Jurançon — Corps Franc Pommiès ⥋ Pau — Cité Multimédia | Jurançon — Corps Franc Pommiès ⥋ Pau — Cité Multimédia | Jurançon — Corps Franc Pommiès ⥋ Pau — Cité Multimédia | Jurançon — Corps Franc Pommiès ⥋ Pau — Cité Multimédia | Jurançon — Corps Franc Pommiès ⥋ Pau — Cité Multimédia | Jurançon — Corps Franc Pommiès ⥋ Pau — Cité Multimédia |
| ----------------------------------------------------- | --- | ------------------------------------------------------ | ------------------------------------------------------ | ------------------------------------------------------ | ------------------------------------------------------ | ------------------------------------------------------ | ------------------------------------------------------ | ------------------------------------------------------ | ------------------------------------------------------ |
| Ligne A · Accessible aux personnes à mobilité réduite | Ouverture / Fermeture 16 juillet 2023 / — | Longueur 4 km                                          | Durée 13 min                                           | Nb. d’arrêts 14                                        | Matériel —                                             | Jours de fonctionnement D                              | Jour / Soir / Nuit / Fêtes O / N / N / O               | Voy. / an —                                            | Exploitant TPR                                         |
| Ligne A · Accessible aux personnes à mobilité réduite | Desserte : - Villes et lieux desservis : Pau - Gares desservies : Aucune.                                                                                         |                                                        |                                                        |                                                        |                                                        |                                                        |                                                        |                                                        |                                                        |
| Ligne A · Accessible aux personnes à mobilité réduite | Autre : - Arrêts non accessibles aux UFR : — - Fréquences (Heures Pointe/ Heures Creuses) : — - Particularités : - Date de dernière mise à jour : 6 juillet 2023. |                                                        |                                                        |                                                        |                                                        |                                                        |                                                        |                                                        |                                                        |
| Ligne A · Accessible aux personnes à mobilité réduite | Dernière actualisation : — |                                                        |                                                        |                                                        |                                                        |                                                        |                                                        |                                                        |                                                        |
| Ligne B · Accessible aux personnes à mobilité réduite | Ligne B | Ligne B                                                | Ligne B                                                | Ligne B                                                | Ligne B                                                | Ligne B                                                | Ligne B                                                | Ligne B                                                | Ligne B                                                |
| Ligne B · Accessible aux personnes à mobilité réduite | Lons — Perlic Sud ⥋ Pau — Bosquet |                                                        |                                                        |                                                        |                                                        |                                                        |                                                        |                                                        |                                                        |
| Ligne B · Accessible aux personnes à mobilité réduite | Ouverture / Fermeture 16 juillet 2023 / — | Longueur 3 km                                          | Durée 10 min                                           | Nb. d’arrêts 12                                        | Matériel Citaro Facelift Citaro C2                     | Jours de fonctionnement D                              | Jour / Soir / Nuit / Fêtes O / N / N / O               | Voy. / an —                                            | Exploitant TPR                                         |
| Ligne B · Accessible aux personnes à mobilité réduite | Desserte : - Villes et lieux desservis : Pau - Gares desservies : Aucune.                                                                                         |                                                        |                                                        |                                                        |                                                        |                                                        |                                                        |                                                        |                                                        |
| Ligne B · Accessible aux personnes à mobilité réduite | Autre : - Arrêts non accessibles aux UFR : — - Fréquences (Heures Pointe/ Heures Creuses) : — - Particularités : - Date de dernière mise à jour : 6 juillet 2023. |                                                        |                                                        |                                                        |                                                        |                                                        |                                                        |                                                        |                                                        |
| Ligne B · Accessible aux personnes à mobilité réduite | Dernière actualisation : — |                                                        |                                                        |                                                        |                                                        |                                                        |                                                        |                                                        |                                                        |
| Ligne C · Accessible aux personnes à mobilité réduite | Ligne C | Ligne C                                                | Ligne C                                                | Ligne C                                                | Ligne C                                                | Ligne C                                                | Ligne C                                                | Ligne C                                                | Ligne C                                                |
| Ligne C · Accessible aux personnes à mobilité réduite | Lescar — Soleil ⥋ Pau — Bosquet |                                                        |                                                        |                                                        |                                                        |                                                        |                                                        |                                                        |                                                        |
| Ligne C · Accessible aux personnes à mobilité réduite | Ouverture / Fermeture 16 juillet 2023 / — | Longueur 4 km                                          | Durée 13 min                                           | Nb. d’arrêts 15                                        | Matériel Citaro Facelift Citaro C2                     | Jours de fonctionnement D                              | Jour / Soir / Nuit / Fêtes O / N / N / O               | Voy. / an —                                            | Exploitant TPR                                         |
| Ligne C · Accessible aux personnes à mobilité réduite | Desserte : - Villes et lieux desservis : Pau - Gares desservies : Aucune.                                                                                         |                                                        |                                                        |                                                        |                                                        |                                                        |                                                        |                                                        |                                                        |
| Ligne C · Accessible aux personnes à mobilité réduite | Autre : - Arrêts non accessibles aux UFR : — - Fréquences (Heures Pointe/ Heures Creuses) : — - Particularités : - Date de dernière mise à jour : 6 juillet 2023. |                                                        |                                                        |                                                        |                                                        |                                                        |                                                        |                                                        |                                                        |
| Ligne C · Accessible aux personnes à mobilité réduite | Dernière actualisation : — |                                                        |                                                        |                                                        |                                                        |                                                        |                                                        |                                                        |                                                        |
| Ligne D · Accessible aux personnes à mobilité réduite | Ligne D | Ligne D                                                | Ligne D                                                | Ligne D                                                | Ligne D                                                | Ligne D                                                | Ligne D                                                | Ligne D                                                | Ligne D                                                |
| Ligne D · Accessible aux personnes à mobilité réduite | Billère — J. Gois ⥋ Pau — CST Jean Feger |                                                        |                                                        |                                                        |                                                        |                                                        |                                                        |                                                        |                                                        |
| Ligne D · Accessible aux personnes à mobilité réduite | Ouverture / Fermeture 16 juillet 2023 / — | Longueur 4,5 km                                        | Durée 14 min                                           | Nb. d’arrêts 15                                        | Matériel Citaro Facelift Citaro C2                     | Jours de fonctionnement D                              | Jour / Soir / Nuit / Fêtes O / N / N / O               | Voy. / an —                                            | Exploitant TPR                                         |
| Ligne D · Accessible aux personnes à mobilité réduite | Desserte : - Villes et lieux desservis : Billère et Pau - Gares desservies : Aucune.                                                                              |                                                        |                                                        |                                                        |                                                        |                                                        |                                                        |                                                        |                                                        |
| Ligne D · Accessible aux personnes à mobilité réduite | Autre : - Arrêts non accessibles aux UFR : — - Fréquences (Heures Pointe/ Heures Creuses) : — - Particularités : - Date de dernière mise à jour : 6 juillet 2023. |                                                        |                                                        |                                                        |                                                        |                                                        |                                                        |                                                        |                                                        |
| Ligne D · Accessible aux personnes à mobilité réduite | Dernière actualisation : — |                                                        |                                                        |                                                        |                                                        |                                                        |                                                        |                                                        |                                                        |

#### Navette «La Coxitis»

Logo de la Coxitis

« La Coxitis » est navette électrique gratuite desservant le centre-ville de Pau. Son itinéraire est composé de 19 arrêts et est exploité par 6 minibus. La « Coxitis » était aussi connue sous l'indice C15 en interne jusqu'en juillet 2019.
| Ligne                                       | Caractéristiques | Caractéristiques                                                                      | Caractéristiques                                                                      | Caractéristiques                                                                      | Caractéristiques                                                                      | Caractéristiques                                                                      | Caractéristiques                                                                      | Caractéristiques                                                                      | Caractéristiques                                                                      |
| Accessible aux personnes à mobilité réduite | La Coxitis | La Coxitis                                                                            | La Coxitis                                                                            | La Coxitis                                                                            | La Coxitis                                                                            | La Coxitis                                                                            | La Coxitis                                                                            | La Coxitis                                                                            | La Coxitis                                                                            |
| Accessible aux personnes à mobilité réduite | (Circulaire) Pau — Verdun Camou ⥋ via les halles, le château et l'église Saint-Martin | (Circulaire) Pau — Verdun Camou ⥋ via les halles, le château et l'église Saint-Martin | (Circulaire) Pau — Verdun Camou ⥋ via les halles, le château et l'église Saint-Martin | (Circulaire) Pau — Verdun Camou ⥋ via les halles, le château et l'église Saint-Martin | (Circulaire) Pau — Verdun Camou ⥋ via les halles, le château et l'église Saint-Martin | (Circulaire) Pau — Verdun Camou ⥋ via les halles, le château et l'église Saint-Martin | (Circulaire) Pau — Verdun Camou ⥋ via les halles, le château et l'église Saint-Martin | (Circulaire) Pau — Verdun Camou ⥋ via les halles, le château et l'église Saint-Martin | (Circulaire) Pau — Verdun Camou ⥋ via les halles, le château et l'église Saint-Martin |
| ------------------------------------------- | --- | ------------------------------------------------------------------------------------- | ------------------------------------------------------------------------------------- | ------------------------------------------------------------------------------------- | ------------------------------------------------------------------------------------- | ------------------------------------------------------------------------------------- | ------------------------------------------------------------------------------------- | ------------------------------------------------------------------------------------- | ------------------------------------------------------------------------------------- |
| Accessible aux personnes à mobilité réduite | Ouverture / Fermeture 3 juillet 2010 / — | Longueur 3,5 km                                                                       | Durée 18 min                                                                          | Nb. d’arrêts 19                                                                       | Matériel Bluebus                                                                      | Jours de fonctionnement L, Ma, Me, J, V, S                                            | Jour / Soir / Nuit / Fêtes O / N / N / N                                              | Voy. / an —                                                                           | Exploitant STAP                                                                       |
| Accessible aux personnes à mobilité réduite | Desserte : - Villes et lieux desservis : Centre-ville de Pau (Pôle Bosquet, Les Halles, Palais de justice, Église Saint-Joseph, Musée Bernadotte, Place Verdun, Château de Pau, Église Saint Martin, Mairie, Place Clemenceau, Foch) - Gares desservies : Aucune. |                                                                                       |                                                                                       |                                                                                       |                                                                                       |                                                                                       |                                                                                       |                                                                                       |                                                                                       |
| Accessible aux personnes à mobilité réduite | Autre : - Arrêts non accessibles aux UFR : — - Particularités : La ligne, gratuite, fonctionne en sens anti-horaire du lundi au samedi de 7 h 30 à 20 h 30. - Date de dernière mise à jour : 7 juillet 2019.                                                      |                                                                                       |                                                                                       |                                                                                       |                                                                                       |                                                                                       |                                                                                       |                                                                                       |                                                                                       |
| Accessible aux personnes à mobilité réduite | Dernière actualisation : — |                                                                                       |                                                                                       |                                                                                       |                                                                                       |                                                                                       |                                                                                       |                                                                                       |                                                                                       |

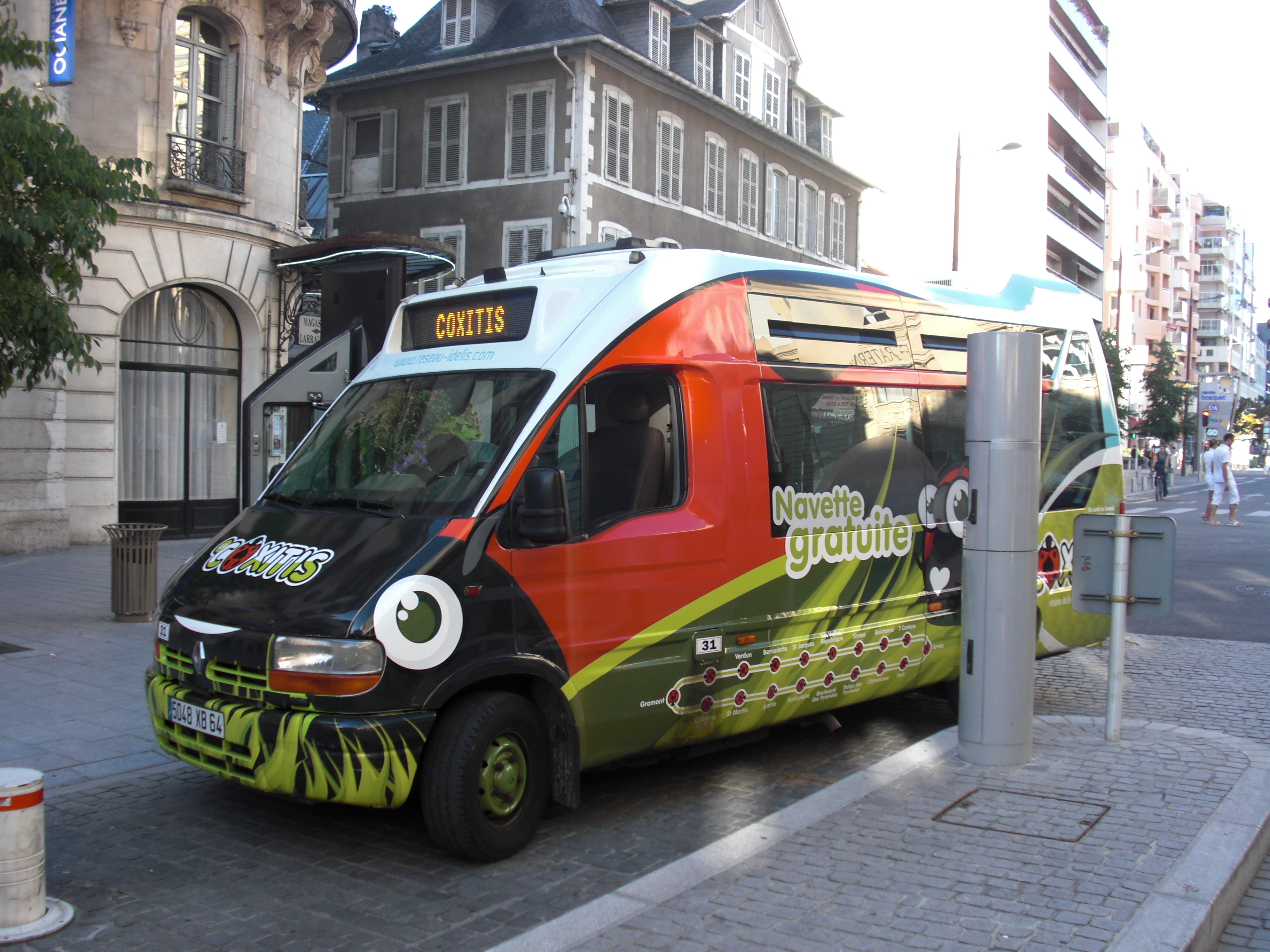
Le Multirider repéliculé "La Coxitis"
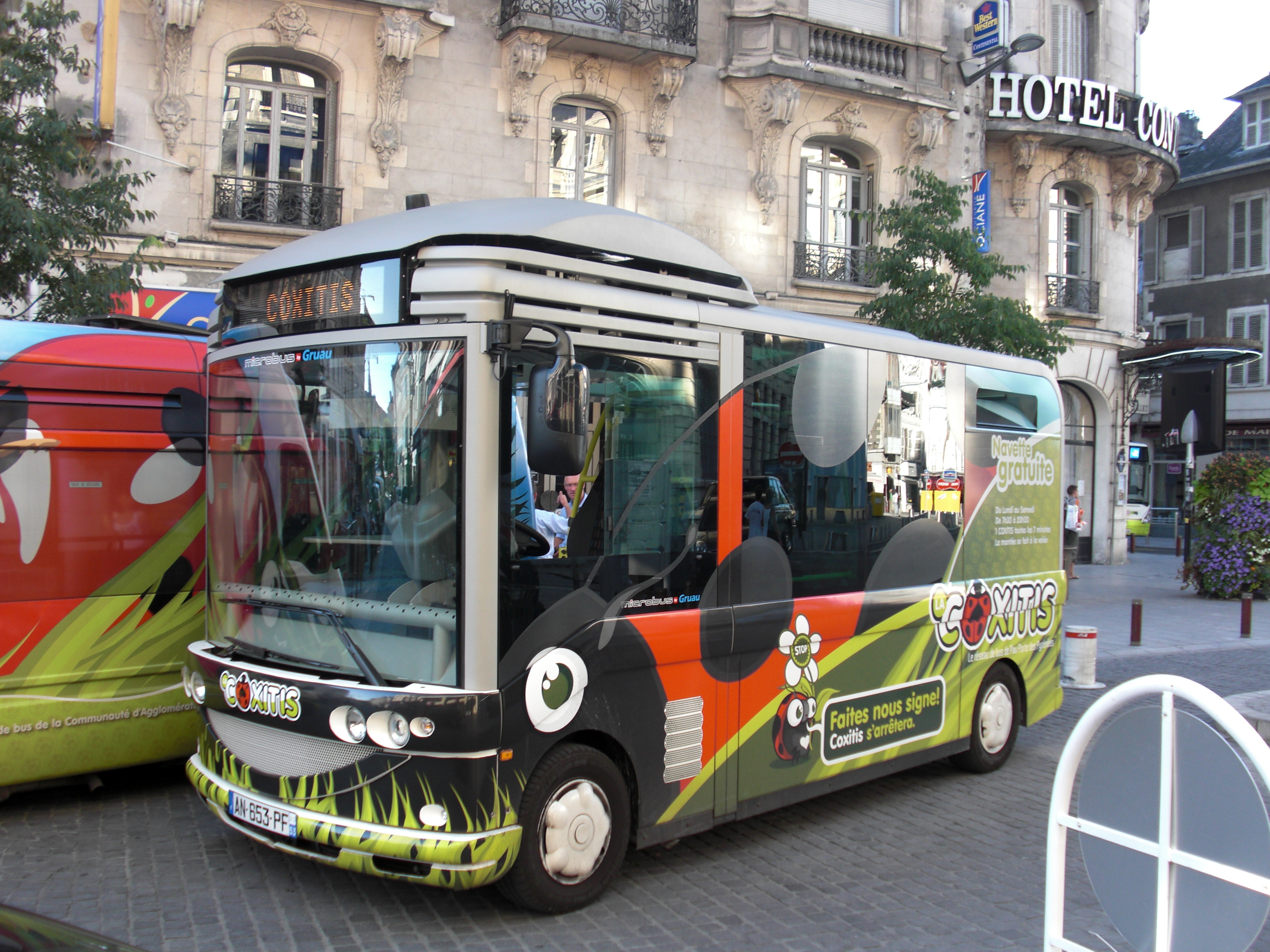
La Coxitis à l'arrêt Foch

#### Navette «Emmaüs»
En août 2021 Idelis a mis en place une navette permettant de se rendre à la Communauté Emmaüs de Lescar. Cette navette ne fonctionne que les mercredis et samedis.
| Ligne                                       | Caractéristiques | Caractéristiques                             | Caractéristiques                             | Caractéristiques                             | Caractéristiques                             | Caractéristiques                             | Caractéristiques                             | Caractéristiques                             | Caractéristiques                             |
| Accessible aux personnes à mobilité réduite | Navette Emmaüs | Navette Emmaüs                               | Navette Emmaüs                               | Navette Emmaüs                               | Navette Emmaüs                               | Navette Emmaüs                               | Navette Emmaüs                               | Navette Emmaüs                               | Navette Emmaüs                               |
| Accessible aux personnes à mobilité réduite | Pau — Pôle Bosquet ⥋ Lescar — Village Emmaüs | Pau — Pôle Bosquet ⥋ Lescar — Village Emmaüs | Pau — Pôle Bosquet ⥋ Lescar — Village Emmaüs | Pau — Pôle Bosquet ⥋ Lescar — Village Emmaüs | Pau — Pôle Bosquet ⥋ Lescar — Village Emmaüs | Pau — Pôle Bosquet ⥋ Lescar — Village Emmaüs | Pau — Pôle Bosquet ⥋ Lescar — Village Emmaüs | Pau — Pôle Bosquet ⥋ Lescar — Village Emmaüs | Pau — Pôle Bosquet ⥋ Lescar — Village Emmaüs |
| ------------------------------------------- | --- | -------------------------------------------- | -------------------------------------------- | -------------------------------------------- | -------------------------------------------- | -------------------------------------------- | -------------------------------------------- | -------------------------------------------- | -------------------------------------------- |
| Accessible aux personnes à mobilité réduite | Ouverture / Fermeture 1er septembre 2021 / — | Longueur —                                   | Durée 35 min                                 | Nb. d’arrêts 28                              | Matériel —                                   | Jours de fonctionnement Me, S                | Jour / Soir / Nuit / Fêtes O / N / N / N     | Voy. / an —                                  | Dépôt —                                      |
| Accessible aux personnes à mobilité réduite | Desserte : - Villes et lieux desservis : Lescar Communauté Emmaüs - Gares desservies : Aucune. |                                              |                                              |                                              |                                              |                                              |                                              |                                              |                                              |
| Accessible aux personnes à mobilité réduite | Autre : - Arrêts non accessibles aux UFR : — - Fréquences (Heures Pointe/ Heures Creuses) : — - Particularités : Ne fonctionne que les mercredis et samedis. - Date de dernière mise à jour : 5 janvier 2023. |                                              |                                              |                                              |                                              |                                              |                                              |                                              |                                              |
| Accessible aux personnes à mobilité réduite | Dernière actualisation : — |                                              |                                              |                                              |                                              |                                              |                                              |                                              |                                              |

### Transport à la demande

#### Service «Flexilis»
Le service Flexilis permet de réserver un trajet entre le domicile ou un arrêt du réseau vers un arrêt de destination ou permettant la correspondance avec une ligne régulière situé dans un rayon de 12 km autour du point de départ ; le service ne couvre pas une majorité des communes de Pau, Billère, Lescar et Lons ainsi que l'aéroport.
La tarification sur ce service est 2 fois supérieure à celle des lignes régulières. Les tickets « 1 déplacement FLEXILIS » sont vendus 2 € à bord des véhicules FLEXILIS et les tickets « 10 déplacements » sont vendus au tarif de 15 €.
La réservation se fait du lundi au vendredi la veille du déplacement avant 17 h. Seulement 10 voyages par usager et par mois sont possibles pour ce service.

#### Service «Libertis»

logo PMR

Libertis est un service de transport de personnes à mobilité réduite remplaçant le service HandiStap sur réservation destinés aux personnes atteintes d'un handicap lié ou non à l'âge. Il fonctionne du lundi au vendredi de 7 h à 19 h 30 sauf les jours fériés. La tarification est identique à celle des lignes régulières, avec en plus des titres spécifiques à ce service.
Les réservations peuvent être faites du lundi au vendredi de 7 h à 18 h par téléphone et minimum 2 heures avant le déplacement.
Il est possible de modifier ou d'annuler sa réservation du lundi au vendredi de 7 h à 19 h minimum 1 heure avant l'heure de départ prévue.

### Autres lignes

#### Lignes «Scolaris»
Scolaris est le nom du service scolaire. Il est composé d'une cinquantaine de lignes circulant du lundi au vendredi en période scolaires aux heures d'entrée et de sortie des établissements scolaires.
| Ligne | Parcours                                                           | Période           | Transporteur  |
| ----- | ------------------------------------------------------------------ | ----------------- | ------------- |
| 100   | Collège Jeanne d'Albret ↔ Tourterelles                             | Scolaire          | Keolis TPR    |
| 101   | Collège Jeanne d'Albret ↔ Vignancourt                              | Scolaire          | Keolis TPR    |
| 102   | Collège Jeanne d'Albret ↔ Eauze                                    | Scolaire          | Keolis TPR    |
| 103   | Collège Bois d'Amour ↔ Mairie de Lons                              | Scolaire          | Keolis TPR    |
| 104   | Collège Bois d'Amour ↔ Clohare                                     | Scolaire          | Keolis TPR    |
| 104b  | Collège Bois d'Amour ↔ Pesqué                                      | Scolaire          | n.c           |
| 105   | Lycée J. Monod ↔ Collège Simin Palay ↔ Pont Long                   | Scolaire          | Keolis TPR    |
| 105b  | Lycée J. Monod ↔ Collège Simin Palay ↔ Ossau                       | Scolaire          | n.c           |
| 106   | Collège Simin Palay ↔ Lycée J. Monod <> Vignes                     | Scolaire          | Keolis TPR    |
| 107   | Collège Clermont ↔ Cassou Boulevard Hauterive                      | Scolaire          | n.c           |
| 109   | LP Haute-Vue ↔ Saint-Joseph                                        | Scolaire          | n.c           |
| 200   | Lycée J. Monod ↔ Boulangerie Sauvagon                              | Scolaire          | n.c           |
| 201   | Collège R. Forgues ↔ Haute Vue                                     | Scolaire          | n.c           |
| 202   | Collège R. Forgues ↔ Lycée Agricole                                | Scolaire          | n.c           |
| 203   | Collège R. Forgues ↔ Impasse de La Nationale                       | Scolaire          | n.c           |
| 204   | Collège R. Forgues ↔ Birabens                                      | Scolaire          | n.c           |
| 205   | Collège R. Forgues ↔ Taillades                                     | Scolaire          | n.c           |
| 206   | Lycées ↔ Chemin Castet                                             | Scolaire          | n.c           |
| 206b  | Lycées ↔ Chemin Castet                                             | Scolaire          | n.c           |
| 207   | Collège S. Palay ↔ Boulangerie Sauvagnon                           | Scolaire          | n.c           |
| 207b  | Collège S. Palay ↔ Salle Polyvalente Uzein                         | Scolaire          | n.c           |
| 209   | Lycées ↔ Chemin de Lasdites                                        | Scolaire          | n.c           |
| 210   | Lycées ↔ Chemin de Lasdites                                        | Scolaire          | n.c           |
| 210b  | Lycées ↔ Lot Haute Vue                                             | Scolaire          | n.c           |
| 211   | Collège R. Forgues ↔ Chemin de Lasdites                            | Scolaire          | n.c           |
| 212   | Collèges et Lycées ↔ Salle Polyvalente Uzein                       | Scolaire          | n.c           |
| 213   | Collège R. Forgues ↔ Venezuela                                     | Scolaire          | n.c           |
| 300   | Lycées ↔ Route de Rébénacq                                         | Scolaire          | Keolis TPR    |
| 301   | Lycées <> Haut de Gan                                              | Scolaire          | Keolis TPR    |
| 302   | Collège Ernest Gabard <> Collège St Joseph <> Chemin Lannegrand    | Scolaire          | TPO Pyrennées |
| 304   | Collège Ernest Gabard <> Gan Baouch                                | Scolaire          | Keolis TPR    |
| 305   | Collège Ernest Gabard <> Collège St Joseph <> Route de Rébénacq    | Scolaire          | n.c           |
| 310   | Collèges & Lycées <> Chapelle de la Rousse                         | Scolaire          | n.c           |
| 311   | Collège Ernest Gabard <> Collège St Joseph <> Chemin de Larredya   | Scolaire          | n.c           |
| 312   | Lycées <> Demi Tour Ch. de l'Aliou                                 | Scolaire          | n.c           |
| 313   | Lycées <> Rapatout                                                 | Scolaire          | n.c           |
| 314   | Collège Ernest Gabard <> Collège St Joseph <> 15 rue Louis Barthou | Scolaire          | n.c           |
| 315   | Collège Ernest Gabard <> Collège St Joseph <> Montfleuri           | Scolaire          | n.c           |
| 400   | Collège de Bizanos <> Stade d'Irdon                                | Scolaire          | Keolis TPR    |
| 401   | Collège de Bizanos <> Pont de Lée                                  | Scolaire          | n.c           |
| 402   | Collège de Bizanos <> Biches                                       | Scolaire          | n.c           |
| 403   | Collège de Bizanos <> Aviation                                     | Scolaire          | Keolis TPR    |
| 405   | Collège des Lavandières <> Aressy Clinique                         | Scolaire          | Keolis TPR    |
| 411   | [ Lycées <> Primevères                                             | Scolaire ( Sam. ) | n.c           |
| 412   | Lycées <> Chemin du Luy                                            | Scolaire          | Keolis TPR    |
| 413   | Collège Jeanne d'Albret <> Fontaines                               | Scolaire          | n.c           |
| 500   | Collèges & Lycées <> Communauté de Communes                        | Scolaire          | n.c           |
| 501   | Lycée Haute Vue <> Gare de Pau                                     | Scolaire          | n.c           |
| 502a  | Lycées <> Communauté de Communes                                   | Scolaire          | n.c           |
| 502b  | Lycées <> Communauté de Communes                                   | Scolaire          | n.c           |
| 504   | Lycée Agricole <> Pisicne Morlaas                                  | Scolaire          | n.c           |
| 505   | Collège & Lycée <> Berlanne Les Pins                               | Scolaire          | n.c           |
| 506   | Collège La Hourquie <> LP Haute Vue                                | Scolaire          | n.c           |
| 507   | Collège Jeanne d'Albret <> Sendets Cami Salié                      | Scolaire          | n.c           |

#### Lignes thématiques
| Ligne                                                    | Caractéristiques | Caractéristiques                       | Caractéristiques                       | Caractéristiques                       | Caractéristiques                                 | Caractéristiques                       | Caractéristiques                         | Caractéristiques                       | Caractéristiques                       |
| Ovaligne A · Accessible aux personnes à mobilité réduite | Ovaligne A | Ovaligne A                             | Ovaligne A                             | Ovaligne A                             | Ovaligne A                                       | Ovaligne A                             | Ovaligne A                               | Ovaligne A                             | Ovaligne A                             |
| Ovaligne A · Accessible aux personnes à mobilité réduite | Pau — Facultés ⥋ Pau — Stade du Hameau | Pau — Facultés ⥋ Pau — Stade du Hameau | Pau — Facultés ⥋ Pau — Stade du Hameau | Pau — Facultés ⥋ Pau — Stade du Hameau | Pau — Facultés ⥋ Pau — Stade du Hameau           | Pau — Facultés ⥋ Pau — Stade du Hameau | Pau — Facultés ⥋ Pau — Stade du Hameau   | Pau — Facultés ⥋ Pau — Stade du Hameau | Pau — Facultés ⥋ Pau — Stade du Hameau |
| -------------------------------------------------------- | --- | -------------------------------------- | -------------------------------------- | -------------------------------------- | ------------------------------------------------ | -------------------------------------- | ---------------------------------------- | -------------------------------------- | -------------------------------------- |
| Ovaligne A · Accessible aux personnes à mobilité réduite | Ouverture / Fermeture août 2002 / — | Longueur —                             | Durée 15 min                           | Nb. d’arrêts 5                         | Matériel Citaro C2 G Hybrid Citaro C2 Citelis 12 | Jours de fonctionnement Jours de match | Jour / Soir / Nuit / Fêtes O / N / N / N | Voy. / an —                            | Exploitant STAP                        |
| Ovaligne A · Accessible aux personnes à mobilité réduite | Desserte : - Villes et lieux desservis : Pau (Facultés, Saint-John Perse, Cité Multimédia, Auriol, Stade du Hameau & Nouste Camp) - Gares desservies : Aucune. |                                        |                                        |                                        |                                                  |                                        |                                          |                                        |                                        |
| Ovaligne A · Accessible aux personnes à mobilité réduite | Autre : - Arrêts non accessibles aux UFR : — - Particularités : - Ligne gratuite. - La ligne circule toutes les 15 minutes deux heures avant le match et deux heures après la fin du match. - Date de dernière mise à jour : 6 septembre 2023.                                                                |                                        |                                        |                                        |                                                  |                                        |                                          |                                        |                                        |
| Ovaligne A · Accessible aux personnes à mobilité réduite | Dernière actualisation : — |                                        |                                        |                                        |                                                  |                                        |                                          |                                        |                                        |
| Ovaligne B · Accessible aux personnes à mobilité réduite | Ovaligne B | Ovaligne B                             | Ovaligne B                             | Ovaligne B                             | Ovaligne B                                       | Ovaligne B                             | Ovaligne B                               | Ovaligne B                             | Ovaligne B                             |
| Ovaligne B · Accessible aux personnes à mobilité réduite | Pau — Place Verdun Camou ⥋ Pau — Stade du Hameau |                                        |                                        |                                        |                                                  |                                        |                                          |                                        |                                        |
| Ovaligne B · Accessible aux personnes à mobilité réduite | Ouverture / Fermeture août 2002 / — | Longueur —                             | Durée —                                | Nb. d’arrêts 5                         | Matériel —                                       | Jours de fonctionnement Jours de match | Jour / Soir / Nuit / Fêtes O / N / N / N | Voy. / an —                            | Exploitant STAP                        |
| Ovaligne B · Accessible aux personnes à mobilité réduite | Desserte : - Villes et lieux desservis : Pau (Les Halles Médiathèque, Pôle Bosquet, St Jammes, Stade du Hameau & Nouste Camp) - Gares desservies : Aucune. |                                        |                                        |                                        |                                                  |                                        |                                          |                                        |                                        |
| Ovaligne B · Accessible aux personnes à mobilité réduite | Autre : - Arrêts non accessibles aux UFR : — - Particularités : - Ligne gratuite. - La ligne circule toutes les 15 minutes deux heures avant le match et deux heures après la fin du match. - Date de dernière mise à jour : 6 septembre 2023.                                                                |                                        |                                        |                                        |                                                  |                                        |                                          |                                        |                                        |
| Ovaligne B · Accessible aux personnes à mobilité réduite | Dernière actualisation : — |                                        |                                        |                                        |                                                  |                                        |                                          |                                        |                                        |
| SP                                                       | Navette Grand Prix de Pau | Navette Grand Prix de Pau              | Navette Grand Prix de Pau              | Navette Grand Prix de Pau              | Navette Grand Prix de Pau                        | Navette Grand Prix de Pau              | Navette Grand Prix de Pau                | Navette Grand Prix de Pau              | Navette Grand Prix de Pau              |
| SP                                                       | Pau — Zénith ⥋ Pau — Pôle Bosquet quai D |                                        |                                        |                                        |                                                  |                                        |                                          |                                        |                                        |
| SP                                                       | Ouverture / Fermeture — / — | Longueur —                             | Durée 15 min                           | Nb. d’arrêts 2                         | Matériel Citelis 12                              | Jours de fonctionnement Week-end du GP | Jour / Soir / Nuit / Fêtes O / O / N / O | Voy. / an —                            | Exploitant STAP                        |
| SP                                                       | Desserte : - Villes et lieux desservis : Pau (Zénith, Grand Prix de Pau) - Gares desservies : Aucune. |                                        |                                        |                                        |                                                  |                                        |                                          |                                        |                                        |
| SP                                                       | Autre : - Arrêts non accessibles aux UFR : — - Particularités : La ligne fonctionne le samedi de 8 h à 0 h et les dimanches et fêtes de 8 h à 20 h. La ligne de bus fait la liaison entre le parking du Zénith et le Pole Bosquet durant le Grand Prix de Pau. - Date de dernière mise à jour : 15 juin 2014. |                                        |                                        |                                        |                                                  |                                        |                                          |                                        |                                        |
| SP                                                       | Dernière actualisation : — |                                        |                                        |                                        |                                                  |                                        |                                          |                                        |                                        |

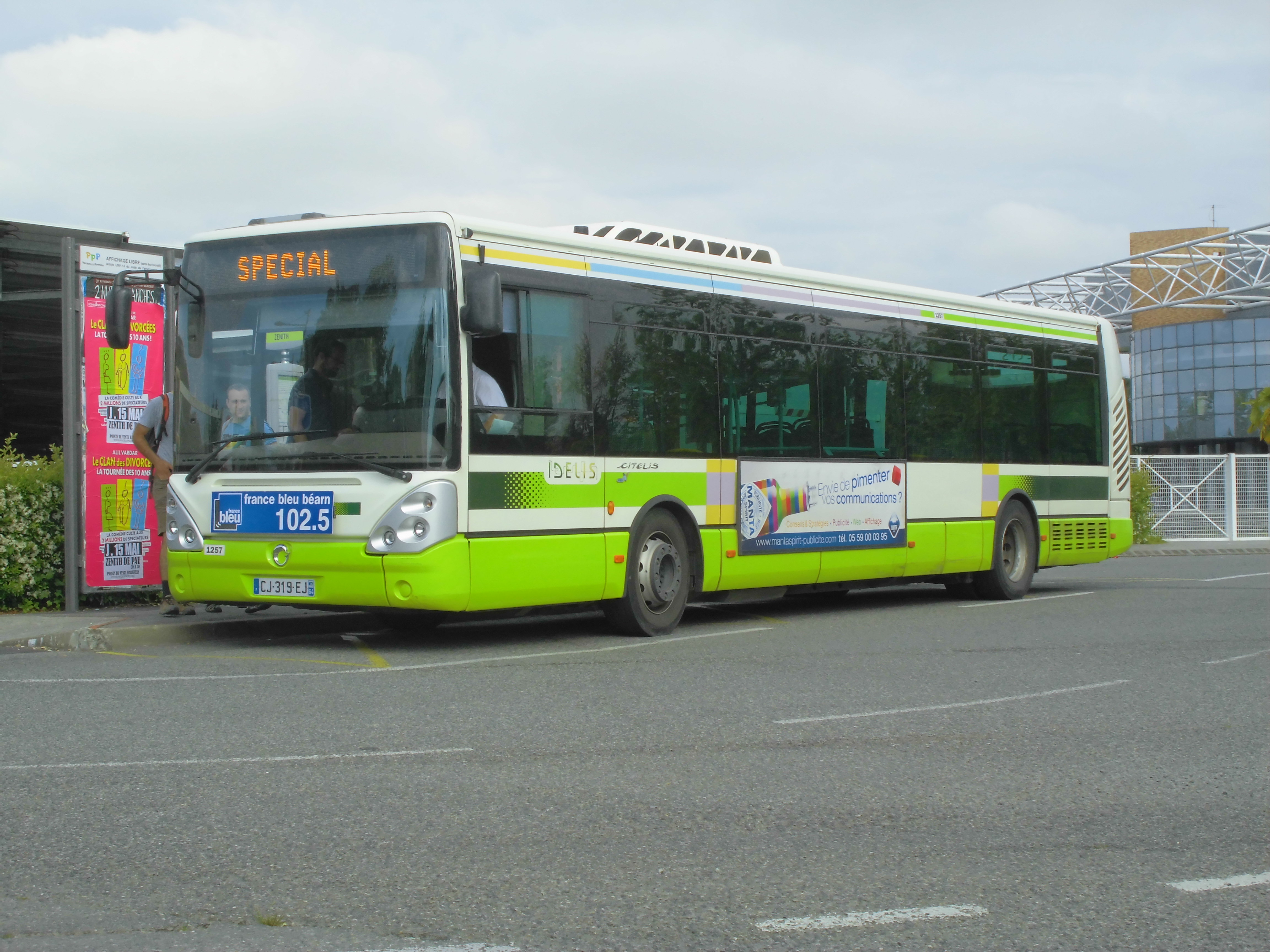
Navette Grand Prix Pau Zénith

### Autres services

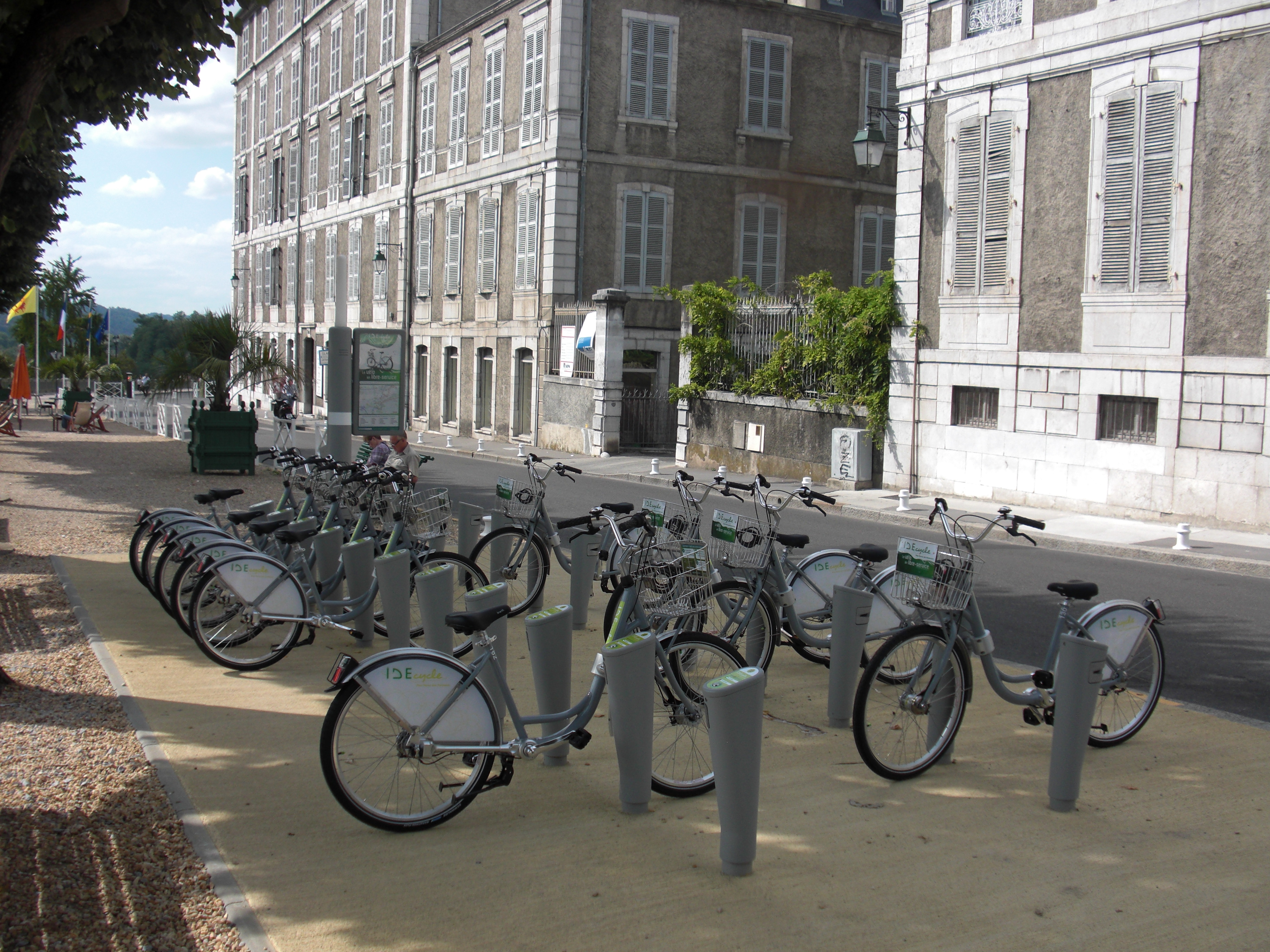
IDEcycle Station Funiculaire

#### IDEcycle
IDEcycle est le nom du service de vélos en libre-service. En service uniquement à Pau depuis le 13 septembre 2010, le réseau est composé de 20 stations fixes et de deux stations mobiles.
Il fonctionne grâce à 160 vélos fournis par la société Cycleurope.

#### Funiculaire
Mise en service en 1908, géré par la ville de Pau et gratuit depuis 1978, ce funiculaire composé de deux stations relie la gare de Pau à la Place Royale.

#### Parkings-relais
Le réseau Idelis est doté de 3 parkings-relais mis en service entre 2019 et 2020 en parallèle de l'arrivée du BHNS Fébus.
- Un premier parking-relais est situé aux abords de l'hôpital de Pau. Il est composé de 150 places et est accessible depuis la station Cliniques sur la ligne F.
- Un deuxième parking-relais est situé au niveau du pôle Catherine de Bourbon. Parking-relais le plus important avec 320 places il est accessible par les lignes F, 5, 6, 10 & 12.
- Enfin un troisième parking-relais se situe à côté du Stade du Hameau et du stade Nouste Camp. Il dispose de 150 places et est accessible via la ligne T2 à l'arrêt Stades du Hameau.

Ces parkings étaient initialement gratuits pour les abonnés Idelis et payants pour les non-abonnés.
Seulement face à une fréquentation très faible, la gratuité est élargie à tous depuis le 1er mars 2022 pour inciter à leur utilisation.

## Exploitation

### État de parc

#### Véhicules en service
Dernière modification : 5 janvier 2023.
| Modèles                                 | Numéros de parc | Années                         | Affectations |  |
| --------------------------------------- | --- | ------------------------------ | --- |  |
| Articulés (10)                          | |                                | |  |
| 8 Van Hool ExquiCity 18                 | 9001 à 9008 | 2019                           | Ligne Fébus |  |
| 2 Mercedes-Benz Citaro C2G Hybrid       | 1884, 1885 | 2018                           | Ligne T2 · Ovaligne A |  |
| Standards (87)                          | |                                | |  |
| 15 Mercedes-Benz Citaro C2 Hybrid       | 1986 à 1989 et 2001 à 2004 et 2190 à 2193 et 2301 à 2303                                                                     | 2019, 2020, 2021, 2023         | Ligne T1 · Ligne T2 · Ligne T3 · Ligne T4 · Ligne 5 · Ligne 6 · Ligne 7 · Ligne 9 · Ligne 11                                                         |  |
| 19 Mercedes-Benz Citaro C2              | 1365 à 1367 (norme Euro 5) 1568 à 1577 et 1678 à 1683 (norme Euro 6)                                                         | 2013, 2015 et 2016             | Ligne T1 · Ligne T2 · Ligne T3 · Ligne T4 · Ligne 5 · Ligne 6 · Ligne 7 · Ligne 8 · Ligne 9 · Ligne 11 · Ligne 12 · Ovaligne A                       |  |
| 62 Irisbus Citelis 12                   | 701 réformé donc de 702 à 712, 814 à 820, 1021 à 1040 (sauf 1028 et 1034 incendiés) , 1141 à 1152 et 1253 à 1264 (norme EEV) | 2007, 2008, 2010, 2011 et 2012 | Ligne T1 · Ligne T2 · Ligne T3 · Ligne T4 · Ligne 5 · Ligne 6 · Ligne 7 · Ligne 8 · Ligne 9 · Ligne 11 · Ligne 12 · Ligne 13 · Ligne 14 · Ovaligne A |  |
| 1 Irisbus Agora Line                    | 242 | 2002                           | Bus Info |  |
| Midibus (5)                             | |                                | |  |
| 5 Heuliez GX 117 L Réformés depuis 2019 | 171, 173, 174, 280 et 281 | 2002                           | Ligne 9 · Ligne 11 · Ligne 13 · Ligne 14 |  |
| Minibus (8)                             | |                                | |  |
| 4 Bolloré Bluebus                       | 61 à 64 Bientôt réformés 65 à 68                                                                                             | 2014, 2016 et 2024             | |  |
| 4 Renault Master III TPMR               | 29, 41 à 43 | 2000 et 2013                   | Libertis |  |
| Vélos (160)                             | |                                | |  |
| 160 Cycleurope Vélos                    | | 2010                           | IDEcycle |  |

Dernières livraisons
- En avril 2024, Idelis reçoit 2 nouvelles navettes Bolloré Bluebus, une livraison de 2 autres véhicules est prévue pour la fin d'année 2024 afin de renouveler entièrement le parc des navettes de la Coxitis[18].
- Fin 2019, Idelis reçoit les 8 « tram-bus » Van Hool ExquiCity ainsi que 4 Mercedes-Benz Citaro C2 Hybrid.
- En janvier 2019, la Stap a reçu deux Mercedes-Benz Citaro C2G Hybridarticulés. Ces deux bus articulés mis en service le 2 mars 2019 sont les deux premiers du réseau Idelis après le retrais du bus Irisbus Agora L en 2011.
- En 2015, trois minibus électriques Bolloré Bluebus ont été mis en service sur la Coxitis.
- En novembre 2013, la Stap a reçu trois nouveaux Mercedes Citaro C2, suivi en novembre 2015 de dix autres véhicules du même modèle.
- En mai 2013, la Stap a reçu trois nouveaux Renault Master III pour le service Libertis.

Livraison des Citelis 12
- À la suite d'un appel de marché (marché unique à tranches), un marché fut conclu avec le constructeur Irisbus ; les bus sont des Citélis 12 avec des portes coulissantes.
- tranche ferme : acquisition de 12 autobus pour l'année 2009 ;
- tranche conditionnelle 1 : acquisition de 12 autobus pour l'année 2010 ;
- tranche conditionnelle 2 : acquisition de 12 autobus pour l'année 2011 ;
- tranche conditionnelle 3 : acquisition de 8 autobus pour la période 2009-2011 (prévu pour l'extension du PTU).

Finalement la tranche ferme et la tranche conditionnelle 3 sont arrivées en même temps, durant l'été 2010.
Ce qui fait un total de 44 Citelis 12 pour ce marché, en plus des 20 Citelis 12 aux normes €5 "eev" livrés en 2007 et 2008, soit un total de 64 Citelis 12 sur le réseau Idelis.

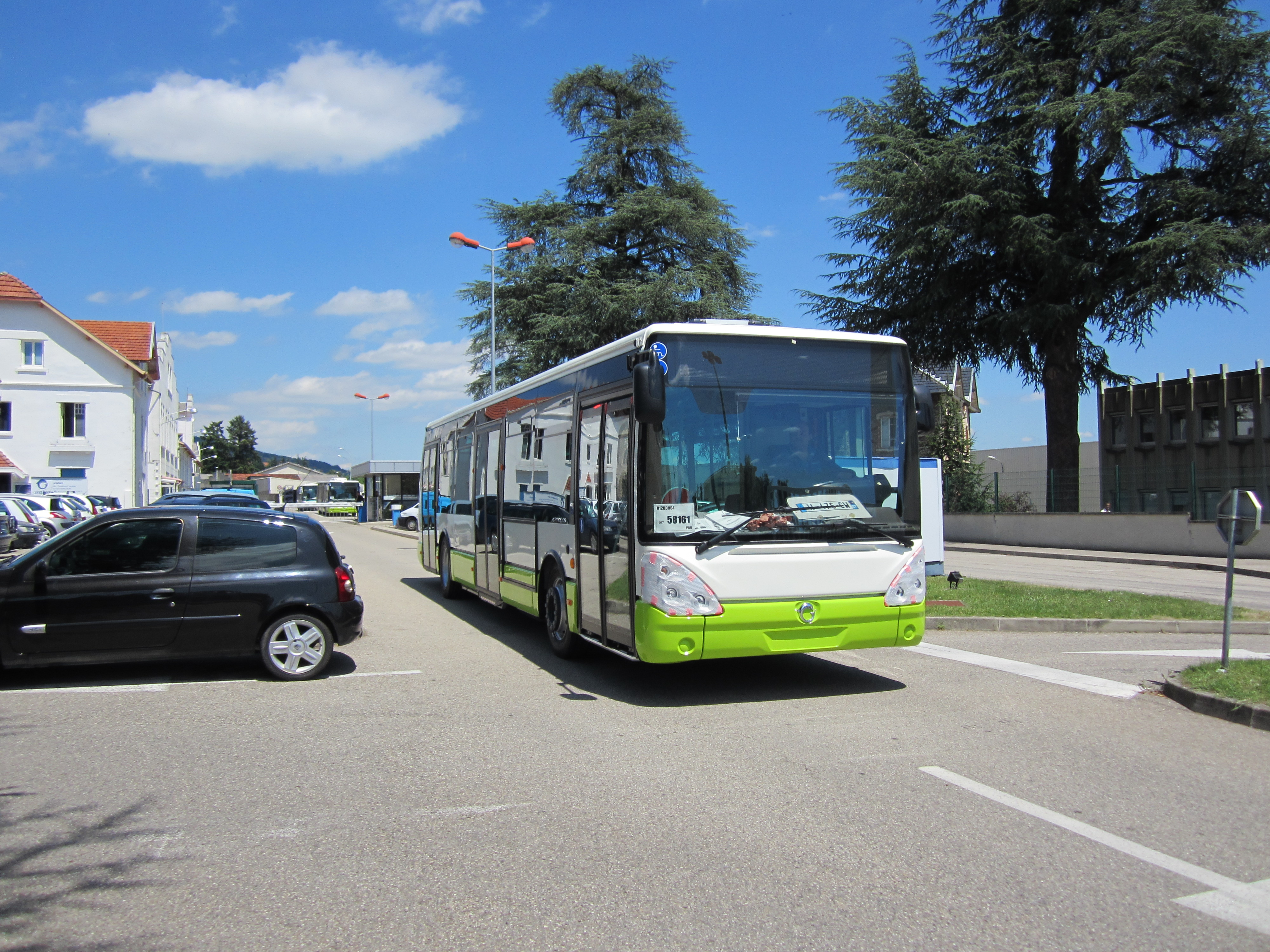
Un autobus en tests près de l'usine d'Irisbus Annonay, destiné au réseau Idelis.
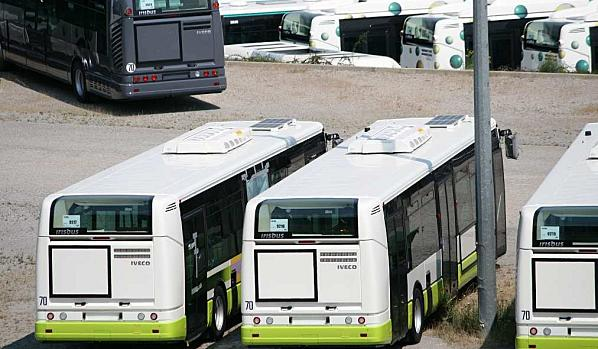
Nouveaux Citélis 12 en attente de livraison

Sous-traitance
Dernière modification : 24 novembre 2019.
| Modèles                       | Numéros de parc | Années | Affectations                                                                     |
| ----------------------------- | --------------- | ------ | -------------------------------------------------------------------------------- |
| Standards                     |                 |        |                                                                                  |
| Mercedes-Benz Citaro Facelift |                 |        | Ligne 10 · Ligne 15 · Ligne 16 · Ligne A · Ligne B · Ligne C · Ligne D · Ligne E |
| 1 Mercedes-Benz Citaro C2     |                 |        | Ligne 10 · Ligne 15 · Ligne 16 · Ligne A · Ligne B · Ligne C · Ligne D · Ligne E |

| Modèles              | Numéros de parc | Années | Affectations |
| -------------------- | --------------- | ------ | ------------ |
| Véhicules (02)       |                 |        |              |
| 2 Renault Trafic III |                 |        |              |

#### Anciens véhicules
- Les Berliet PR100 sont les premiers bus de la Stap en 1980 ;
- Les Renault PR 100, nos 58 à 63, sont apparus en 1982 ;
- Plusieurs Renault S 53 R dont un portant le no 18 ;
- Un Heuliez GX 17, no 25 ;
- Deux Renault PR 14 ;
- Un Saviem SC 10 U-PF, no 62 ? ;
- Dix Renault PR 180.2, nos 31 à 40 ;
- Les Renault PR100.2 sont apparus en 1985, au nouveau dépôt du réseau avenue Larribau, avec les no 91 à 98, puis en 1987 avec les nos 99 à 103, ils furent réformés en 2007 ;
- Les Renault R312 sont apparus sur le réseau en 1988 avec les nos 104 à 109, puis en 1991 avec les nos 110 à 113, en 1992 avec les nos 114 à 120, en 1994 avec les nos 121 à 125 et enfin en 1995 avec les nos 126 et 127. 3 autres sont arrivés en 2004, en provenance du réseau Mistral de Toulon, et numérotés entre nos 128 et 130. Ils furent réformés en 2007 et 2011 ;
- Les Renault PR100MIPS ont constitué une série de trois autobus d'occasion de la RATP, ils ont roulé sur le réseau de 1993 à 1998 avec les nos 55 à 57 ;
- Les Renault Agora S sont apparus en deux fois. En 1997 et numérotés de 131 à 135 et en 1999 avec les nos 136 à 138. Ils furent réformés entre 2011 et 2012 ;
- Les Heuliez GX 117 sont apparus en deux fois. En 2001 et numérotés de 160 à 162 et de 168 à 170 et en 2002 avec les nos 275 à 277. Ils furent réformés entre 2012 et 2014 ;
- Six Heuliez GX 117 L nos 163, 165, 166, 167, 278 et 281, arrivés en 2002 et réformés entre 2014 et 2016 ;
- Sept Irisbus Agora Line, nos 239 à 241, 243 et 346 à 348, livrés entre 2002 et 2003 et réformé entre 2011 et 2016, le 242 à quant à lui été transformé en Bus Info ;
- Deux Irisbus Moovy, nos 244 et 245, livrés en 2002 et réformés en 2011, ont servi par la suite pour les formations conducteurs ;
- Un Irisbus Citelis 12, no 713 détruit par un incendie fin 2015 ou début 2016 ;
- Un Irisbus Agora L arrivé en 2004 et portant le no 449, louée à partir de la rentrée 2010 à la société TPR. Il a été réformé en 2011 à la suite d'un incendie le 10 mars 2011[19]. Il s'agissait du dernier autobus articulé du réseau ;
- Trois Renault Master TPMR Carrossés par Durisotti, nos 28 & 29, livrés en 1999, et réformés en 2013 ;
- Deux Dietrich Multirider, sur base Renault Master, nos 30 & 31, livrés en 2001 et réformés en 2012 ;
- Un Renault Master, no 227, livré en 2002 et réformé en 2011 ;
- Six Gruau Microbus nos 32 et 37, livrés en 2010 et réformés en 2015 et 2016 ;
- Une Citroën Saxo électrique, livrée à une date inconnue et réformée en 2011 ;
- Une Peugeot 206, livrée en 2002 et réformée à une date inconnue ;
- Deux Renault Clio II, livrées en 2001 et réformées à une date inconnue ;
- Deux Citroën AX, livrées en 1992 et réformées en 2011 ;
- Six Citroën C3 II, reçues en 2010, du service IDElib' supprimé en 2014 faute de fréquentation ;
- Six Citroën Nemo, reçues en 2010, du service IDElib' supprimé en 2014 faute de fréquentation.

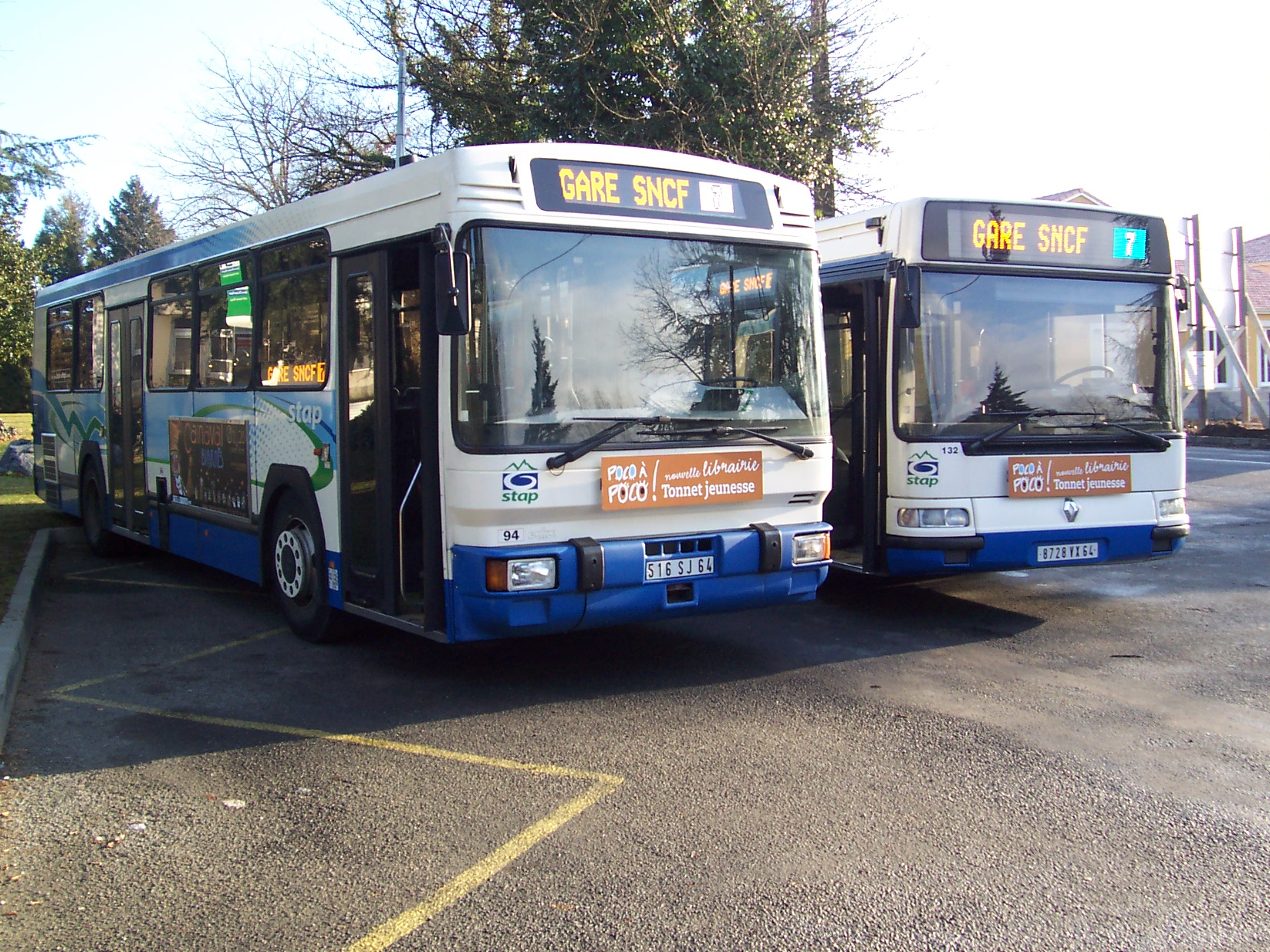
PR 100.2 (1985-2007)
R 312 (1988-2011)
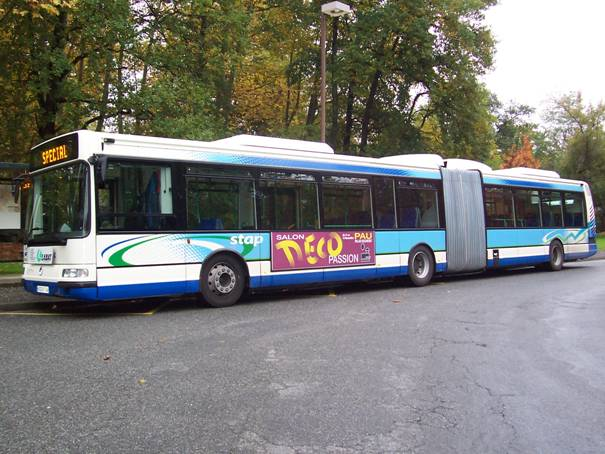
Agora L (2004-2011)

### Agence commerciale
L'agence commerciale, ou « agence Idelis », se situe place d'Espagne au cœur du « Pôle Bosquet ». On peut y trouver les bus Idelis et les vélos IDEcycle. Mais également être renseigné sur les horaires de la SNCF, de l'aéroport de Pau-Pyrénées et du Réseau interurbain des Pyrénées-Atlantiques. L'agence est desservie par les lignes F, T1 à T3, 5 à 11, 16, Coxitis et le service Flexilis.
Depuis le 3 février 2025 l'agence IDEcycle vous accueille dans un nouvel espace plus grand situé au 9 Boulevard Alsace-Lorraine à Pau .

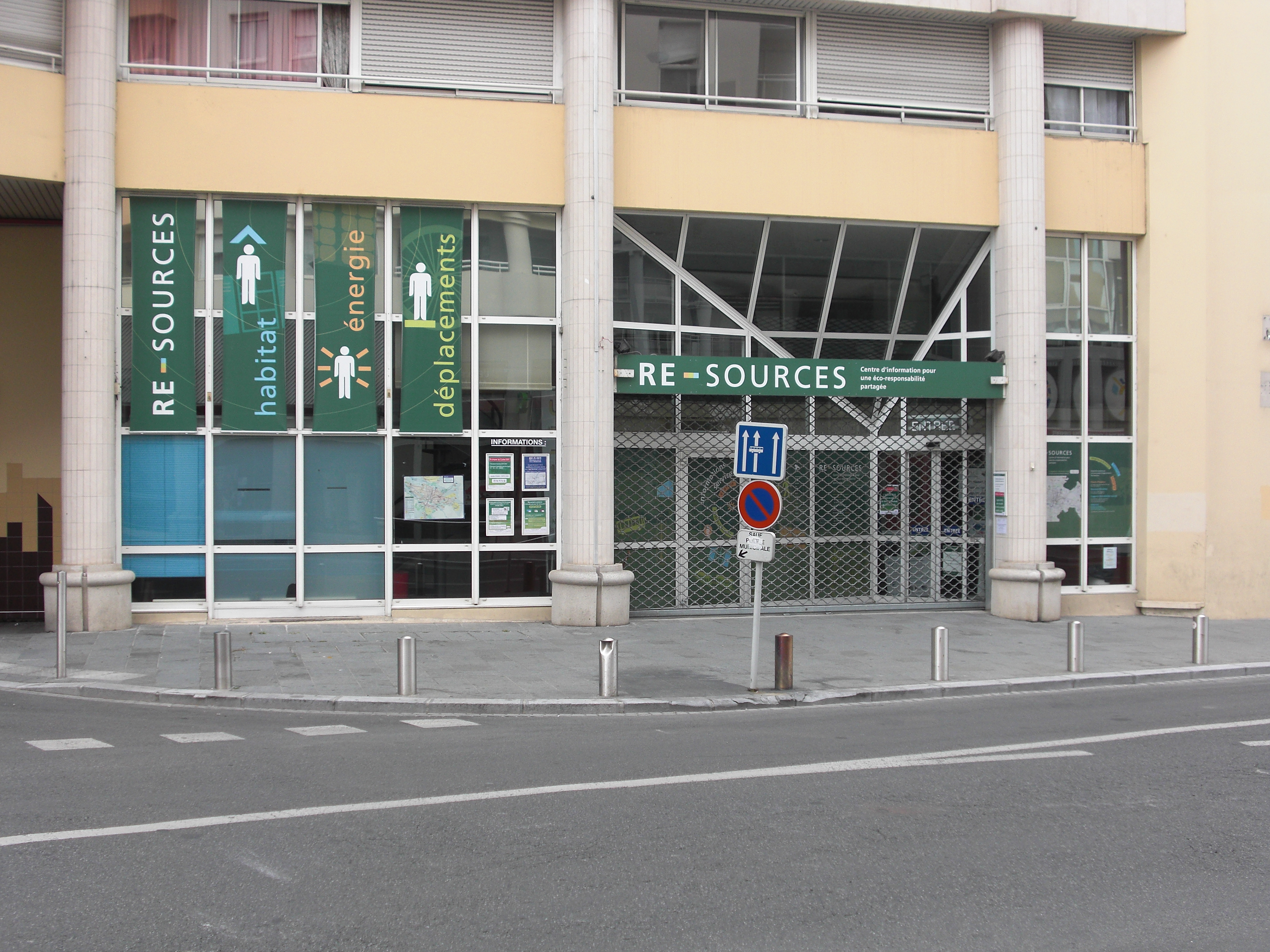
Centre Re-Sources
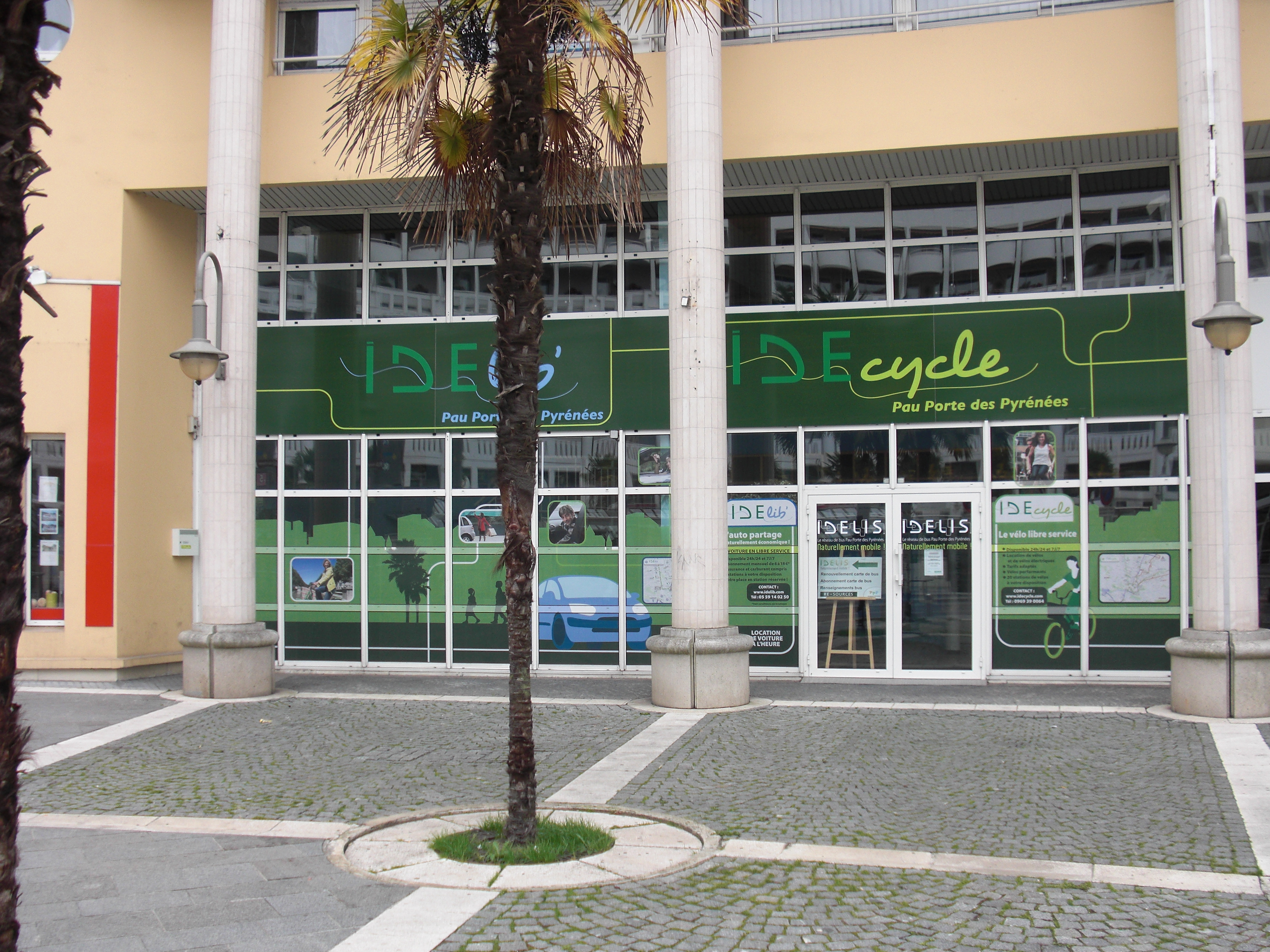
Agence IDElib' et IDEcycles

### Dépôt

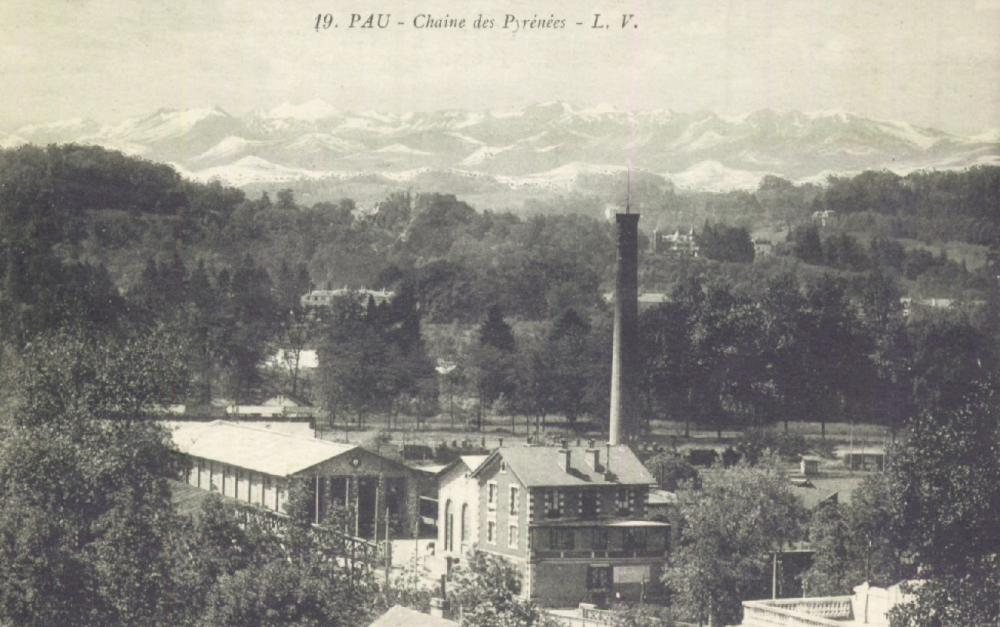
Ancien dépôt de la SBTA puis Stap

Le dépôt du réseau se situe à l'avenue Larribau à Pau devant le centre scientifique Total. Il est desservi par les lignes T3 et T4 aux arrêts Pau CST Jean Feger et STAP
Autrefois, le dépôt était situé dans un site connu sous le nom de « Usine de tramways », construite en 1900, et qui assurait la production électrique nécessaire au fonctionnement du réseau avec 2 machines à vapeur de 150 CV, entrainant chacune une dynamo de 550 V, et abritait le dépôt des tramways de l’Agglomération Paloise. Elle fut établie sur un terrain situé entre les lignes de la Compagnie des chemins de fer du Midi et la rivière de l’Ousse. À l’origine, elle se composait de trois bâtiments : l’usine génératrice de vapeur, surmontée d’une haute cheminée ; un garage, où étaient parquées les motrices et les voitures chaque soir ; et un troisième, qui abritait des bureaux et qui n’existe plus depuis longtemps. À la fin de l’année 1928, le réseau, devenu vétuste, fut déclassé puis remplacé par un réseau d’autobus, considéré alors comme plus moderne.
Le site abrite aujourd’hui un Pôle Intercommunal de Lecture Publique et d’Archives, qui se compose d’un espace central de stockage, d’ateliers de traitement des documents, d’espaces communs de formation ou de travail, et d’espaces publics destinés à la consultation des documents. Il est desservi par la ligne 9 à l'arrêt Lacoste.

### Tarification et financement
Tarif au ticket au 1er janvier 2023:
- Ticket 1 déplacement : 1,30 euro + 0,20 euro pour l'achat d'un ticket rechargeable.

Tickets du réseau de bus IDELIS

- Ticket 2 déplacements : 2,40 euros + 0,20 euro pour l'achat d'un ticket rechargeable.
- Ticket 10 déplacements : 10 euros + 0,20 euro pour l'achat d'un ticket rechargeable.
- Ticket 24 heures: 3,50 euros + 0,20 euro pour l'achat d'un ticket rechargeable.
- Ticket 1 déplacement C.S.S (Complémentaire Santé Solidaire): 0,50 euro + 0,20 euro pour l'achat d'un ticket rechargeable.
- Ticket 10 déplacements C.S.S: 5 euros + 0,20 euro pour l'achat d'un ticket rechargeable.

Abonnements 2023 :
- Abonnement scolaire: 6 euros par mois ou 55 euros par an.
- Abonnement - de 26 ans: 15 euros par mois ou 139 euros par an.
- Abonnement tout public 26-64 ans: 30 euros par mois ou 278 euros par an.
- Abonnement + 65 ans: 15 euros par mois ou 139 euros par an.
- Abonnement C.S.S: 15 euros par mois ou 139 euros par an.
- Abonnement solidaire 6 mois pour demandeur d'emploi: 10 euros à 20 euros par semestre (selon la commune de résidence).
- Tarification sociale pour personnes handicapées: 20 euros à 90 euros par an pour les personnes handicapées non imposables (selon la commune de résidence) ; 69 euros à 88 euros par an pour les personnes handicapées imposables (selon la commune de résidence).